# Agrarsubvention
Als Agrarsubvention wird eine Subvention zugunsten der Landwirtschaft bezeichnet. Agrarsubventionen umfassen eine große Bandbreite von Politikinstrumenten im Agrar- und Ernährungssektor. Agrarsubventionen werden teilweise mit Marktversagen gerechtfertigt, zum anderen sollen sie gezielt den Interessen von bestimmten Landwirtschaftssektoren, Unternehmen oder Verbrauchern dienen. Agrarsubventionen können als staatliche Eingriffe verstanden werden, welche Einkommen verbessern oder die Ausgabenseite reduzieren. Zu nennen sind die Förderung des landwirtschaftlichen Inputs, Einkommenstransfers an landwirtschaftliche Flächenbesitzer, monetäre Kompensation in Katastrophenfällen, Investitionsunterstützungen, garantierte Abnahmepreise, spezifische Sektorenstützungen (z. B. Mutterschafprämie) oder die staatliche Verbilligung von Nahrungsmitteln für Verbraucher.
Landwirte werden in Industrieländern deutlich stärker unterstützt als in Entwicklungsländern. Die Agrarsubventionen der OECD-Staaten haben dabei vielfältige Auswirkungen auf Märkte im In- und Ausland. Zu den wichtigsten gehört die Bevorteilung inländischer Produzenten gegenüber potenziellen Importeuren, Belastungen der Staatskasse (durch direkte Beihilfen) sowie ausländischer Produzenten (durch Druck auf die Weltmarktpreise). In den letzten Jahrzehnten wurden die Agrarsubventionen unter dem Eindruck dieser Marktverzerrungen und im Rahmen der Welthandelsrunden reduziert oder an spezifische Leistungen im Umweltschutz gekoppelt. In vielen Ländern bleiben sie dennoch auf hohem Niveau. Reformen gelten als politisch schwer durchsetzbar. In Europa wird der überwiegende Anteil der Agrarsubventionen über die Gemeinsame Agrarpolitik der EU geregelt.
Eine im September 2021 veröffentlichte Studie der FAO (Ernährungs- und Landwirtschaftsorganisation der Vereinten Nationen), UNEP (Umweltprogramm der Vereinten Nationen) und UNDP (Entwicklungsprogramm der Vereinten Nationen) kam unter anderem zu folgenden Ergebnissen:
- 87 Prozent der Agrarsubventionen sind wettbewerbsverzerrend und schaden der Umwelt oder kleinen Unternehmen. 470 Milliarden US-Dollar der insgesamt jährlich fließenden 540 Milliarden US-Dollar müssten anders eingesetzt werden, um nachhaltig (→ nachhaltige Landwirtschaft) und fair zu sein.
- die derzeitigen Agrarsubventionen würden meist über Zölle oder Fördergelder verteilt, die an die Herstellung und den Anbau bestimmter Produkte geknüpft seien. Dies sei ineffizient, verfälsche die Preise, schade der Gesundheit, zerstöre die Umwelt und führe zu Chancenungleichheit (bäuerliche Kleinbetriebe werden benachteiligt, große Agrarkonzerne bevorzugt).
- Die Landwirtschaft sei einer der Hauptverursacher der globalen Erwärmung – und leidet unter deren Folgen. Die Klimaziele des Pariser Abkommens (2015) seien mit dem derzeitigen Subventionierungs-System nicht zu erreichen.
- Laut der Studie sollten wohlhabende Staaten ihre Subventionen für ihre Fleisch- und Milchindustrie reformieren und arme Staaten ihre Subventionen für Pestizide, für Dünger und für den Anbau von Monokulturen.

## Agrarsubventionen in Industrieländern

### Allgemeines und Überblick
| Land               | PSE (Mio. €), 1986 | PSE (%), 1986 | PSE (Mio. €), 2009 | PSE (%), 2009 |
| ------------------ | ------------------ | ------------- | ------------------ | ------------- |
| Australien         | 1.548              | 13,0          | 667                | 2,7           |
| Kanada             | 6.241              | 38,1          | 5.610              | 20,2          |
| Island             | 162                | 75,6          | 83                 | 47,8          |
| Japan              | 46.946             | 65,1          | 33.465             | 47,8          |
| Korea              | 9.237              | 62,9          | 12.609             | 51,7          |
| Mexiko             | 560                | 3,6           | 4.190              | 12,5          |
| Neuseeland         | 803                | 19,6          | 25                 | 0,4           |
| Norwegen           | 2.443              | 69,1          | 2.671              | 66,3          |
| Schweiz            | 4.485              | 74,5          | 4.469              | 62,9          |
| Türkei             | 3.245              | 17,4          | 16.269             | 36,9          |
| Vereinigte Staaten | 38.743             | 24,0          | 22.025             | 9,8           |
| EU-27              | 86.613             | 38,6          | 86.980             | 23,5          |
| OECD-Gesamt        | 226.286            | 37,5          | 181.765            | 22,4          |

2009 wurden Landwirte in den OECD-Staaten mit über 180 Mrd. € oder 0,93 % des OECD-BIP unterstützt (PSE). Im Durchschnitt erhielten Landwirte 22 % ihres Einkommens über die Subventionspolitik. Dieser Anteil ist in den letzten Jahrzehnten deutlich reduziert worden; 1986 betrug er 37 %.

#### Ziele und Instrumente

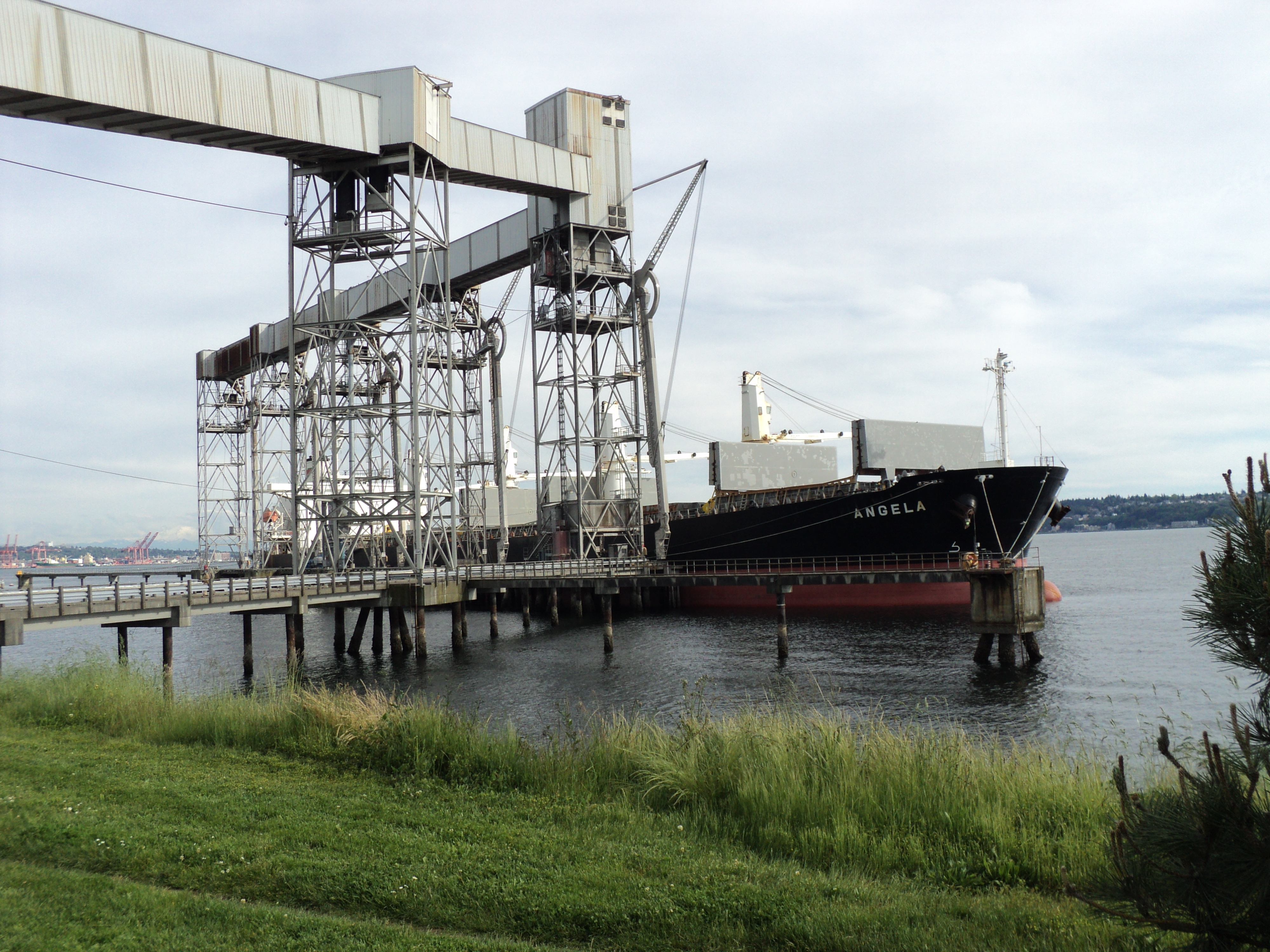
Exportsubventionen und Importbeschränkungen führen zu höheren Binnenmarktpreisen, was Landwirten nützt und Konsumenten schadet (Getreideverladung in Seattle, 2004).

Die Ziele von Agrarsubventionen lassen sich einteilen in Ökonomische Effizienz und Umverteilung.
Landwirtschaftliche Produktion ist aufgrund des Wetters gekennzeichnet durch Unvorhersehbarkeit und Instabilität. Beispielsweise kann günstiges Wetter die Agrarpreise durch gute Ernten senken und damit Produzenten Einkommensverluste bringen. Landwirte könnten sich gegen derartige Risiken versichern, doch in Versicherungsmärkten kann es zu Marktversagen kommen (Adverse Selektion und Moral Hazard). Staatliche Subventionierung von Ernteversicherungen können daher die Effizienz steigern.
Neben Effizienz sollen Agrarsubventionen auch Umverteilung bewirken, um bedürftigen Menschen ein Auskommen zu sichern. Viele OECD-Staaten begannen mit der Agrarsubventionierung, als die landwirtschaftlichen Einkommen unter den nichtlandwirtschaftlichen lagen. Ein weiterer Beweggrund für die Umverteilungspolitik ist ein starker politischer Einfluss von Landwirten.
Die Steigerung landwirtschaftlicher Einkommen war stets ein wichtiges Ziel der Agrarpolitik und ist laut Anderson et al. (2006) mit der Zeit weiter in den Vordergrund gerückt. Dieses Ziel kann über verschiedene Wege erreicht werden: Regierungen können die Preise von Agrarprodukten erhöhen und die von Inputs senken, auch können sie direkte Transfers veranlassen und Dienstleistungen bereitstellen.
Eine wichtige Funktion bei der Beeinflussung von Agrarpreisen üben Handelsbarrieren aus. Ohne Handelsbarrieren entspricht der Inlandspreis dem Weltmarktpreis (mit Transportkosten). Wenn ein Land ein Nettoimporteur eines Agrarerzeugnisses ist, kann ein Einfuhrzoll den Inlandspreis über den Weltmarktpreis heben. Dieser Zoll hebt den Preis von importierten Gütermengen, was den inländischen Produzenten der Güter zusätzliches Einkommen verschafft. Wenn ein Land ein Nettoexporteur eines Agrarerzeugnisses ist, kann eine Exportsubvention den inländischen Produzenten zusätzliches Einkommen verschaffen. Die Kosten derartiger Maßnahmen tragen teilweise oder ganz inländische Verbraucher über höhere Preise.
Eine weitere Form von Agrarsubventionen zur Anhebung der landwirtschaftlichen Einkommen sind Einkommenstransfers aus der Staatskasse. Eine wichtige Unterscheidung hierbei ist zwischen Transfers, die an Produktionsmengen gekoppelt sind, und solchen, die davon entkoppelt sind. Das in den Vereinigten Staaten eingesetzte Instrument der Loan deficiency payments etwa vergibt einen an die vermarktete Menge gekoppelten Einkommenstransfer, wenn der Vermarktungspreis unter einem bestimmten Niveau liegt. In der EU sind seit 2005 Direktzahlungen von den Produktionsmengen entkoppelt, was im Rahmen des Agreement on Agriculture eine Reduktion von Handelsverzerrungen repräsentiert.
Regierungen können Landwirte mit weiteren Maßnahmen unterstützen, die aus Steuermitteln finanziert werden. In den USA werden beispielsweise die Wohnräume von Landarbeitern oder die Vermarktung von Agrarprodukten im Ausland subventioniert. Die öffentliche Agrarforschung kann die Entwicklung neuer Agrartechnologien befördern, welche die Produktionskosten senken. Da die landwirtschaftlichen Produktions- und Vermarktungsketten in der Regel durch funktionierenden Wettbewerb geprägt sind, werden solche Kostensenkungen schließlich über niedrigere Verbraucherpreise an die Konsumenten weitergereicht. Die öffentliche Agrarforschung wird zudem auch mit Marktversagen begründet: Da Agrarforschung häufig ein öffentliches Gut darstellt (eine Innovation kann von denen kopiert oder übernommen werden, die nicht zu ihrer Entstehung beigetragen haben), liegen die privaten Forschungsinvestitionen unter dem sozialen Optimum. Die meisten Untersuchungen deuten auf soziale Renditen der Agrarforschung in Höhe von 25 bis über 100 % hin.

#### Umfang
|                                    | OECD  | USA    | EU     | Japan  | Restliche OECD |
| ---------------------------------- | ----- | ------ | ------ | ------ | -------------- |
| TSE, Mrd. US$                      | 365,1 | 100,8  | 153,4  | 45,3   | 69,7           |
| % von TSE der OECD                 | 100,0 | 27,6   | 42,0   | 12,4   | 18,8           |
| PSE, Mrd. US$                      | 258,2 | 32,7   | 134,3  | 35,2   | 59,8           |
| % von TSE des Landes               | 70,7  | 32,4   | 87,5   | 77,7   | 85,8           |
| GSSE, Mrd. US$                     | 77,6  | 41,9   | 16,2   | 10,1   | 10,0           |
| % von TSE des Landes               | 21,3  | 41,6   | 10,6   | 22,3   | 14,2           |
| CSE, Mrd. US$                      | 29,2  | 26,2   | 2,9    | 0,0    | 0,1            |
| % von TSE des Landes               | 8,0   | 26,0   | 1,9    | –      | 0,2            |
| % TSE von Steuerzahlern            | 61,9  | 87,1   | 68,6   | 28,0   | -              |
| % TSE von Konsumenten              | 38,1  | 12,9   | 31,4   | 72,0   | -              |
| Zahl der lw. Betriebe (Mio., 2005) | –     | 2,1    | 10,0   | 2,6    | -              |
| TSE je Betrieb                     | –     | 20.333 | 13.386 | 18.231 | -              |

Die jährliche Publikation Producer and Consumer Support Estimates der OECD bietet die umfassendste Datenbasis für Agrarsubventionen. Neben Agrarsubventionen in den OECD-Staaten tauchen darin auch Agrarsubventionen in Brasilien, der Volksrepublik China, Russland, Südafrika und der Ukraine auf.
Neben Einkommensunterstützung für Landwirte (Producer support estimate, PSE) werden darin Transfers an Verbraucher aufgeführt (Consumer support estimate, CSE). Zudem weist die OECD Zahlen zu sonstiger Unterstützung des Agrarsektors aus, wie Agrarforschung oder Agrarmarketing (General services support estimate, GSSE). Der Total support estimate (TSE) gibt die gesamte Unterstützung für Landwirte an und wird unterteilt in Transfers von Steuerzahlern und Transfers von Verbrauchern, abzüglich der sich aus den Politikmaßnahmen ergebenden Staatseinnahmen.
Der PSE bildet den wichtigsten Anteil am TSE; 2007 betrug er im OECD-Durchschnitt 71 %. Die Marktpreisstützung durch Handelsbarrieren machte im selben Jahr etwa die Hälfte des PSE und 35 % des TSE aus. Sie wird auf Basis des Unterschieds zwischen dem Inlands- und Weltmarktpreis einzelner Güter berechnet. Importzölle verschaffen inländischen Produzenten eine Subvention in Höhe der im Inland produzierten und vermarkteten Gütermenge multipliziert mit diesem Preisunterschied. Diese Subvention wird von den Verbrauchern bezahlt und taucht daher als negativer Betrag im CSE auf. Die Konsumenten zahlen den höheren Preis auch für importierte Güter, dieser Betrag geht in die Staatskasse. Exportsubventionen sorgen ebenfalls für einen höheren inländischen Preis. Die im Inland produzierte und vermarktete Gütermenge multipliziert mit dem Preisunterschied ist ebenso eine Subvention von Verbrauchern an Produzenten. Die exportierte Gütermenge multipliziert mit dem Preisunterschied ist eine Subvention von Steuerzahlern an Produzenten.
Die andere Hälfte (im OECD-Durchschnitt) des PSE machen verschiedene staatliche Direktzahlungen an Produzenten aus. Dieser Anteil ist in der Vergangenheit stark gestiegen, was in erster Linie an der Reduktion von Handelsbarrieren in der EU liegt.
Der CSE betrug 2007 −116 Mrd. US$. Die Zahl ist negativ, da die Konsumenten durch Handelsbarrieren höhere Preise bezahlen. Die Subventionslast ist deutlich niedriger als 1986 (−151 Mrd.). In dem CSE positiv verbucht sind Subventionen von Steuerzahlern an Konsumenten, die 2007 knapp 30 Mrd. US$ betrugen.
Der TSE ist nicht die Summe aus PSE, CSE und GSSE, sondern die Summe aus PSE, GSSE und den im CSE enthaltenen Subventionen von Steuerzahlern an Konsumenten. Diese Subventionen treten vor allem in Form von Nahrungsmittelunterstützung für geringverdienende Konsumenten auf, wie das Supplemental Nutrition Assistance Program (Food Stamps), der National School Lunch Act (Schulmahlzeiten) oder die Child nutrition programs (Kinderernährungsprogramme) in den USA. Der Grund, warum diese Subventionen zum Teil in das TSE (die Summe der Subventionen an Produzenten) einfließen, ist, dass sie Nachfrage und Preise anheben, was Produzenten zugutekommt.

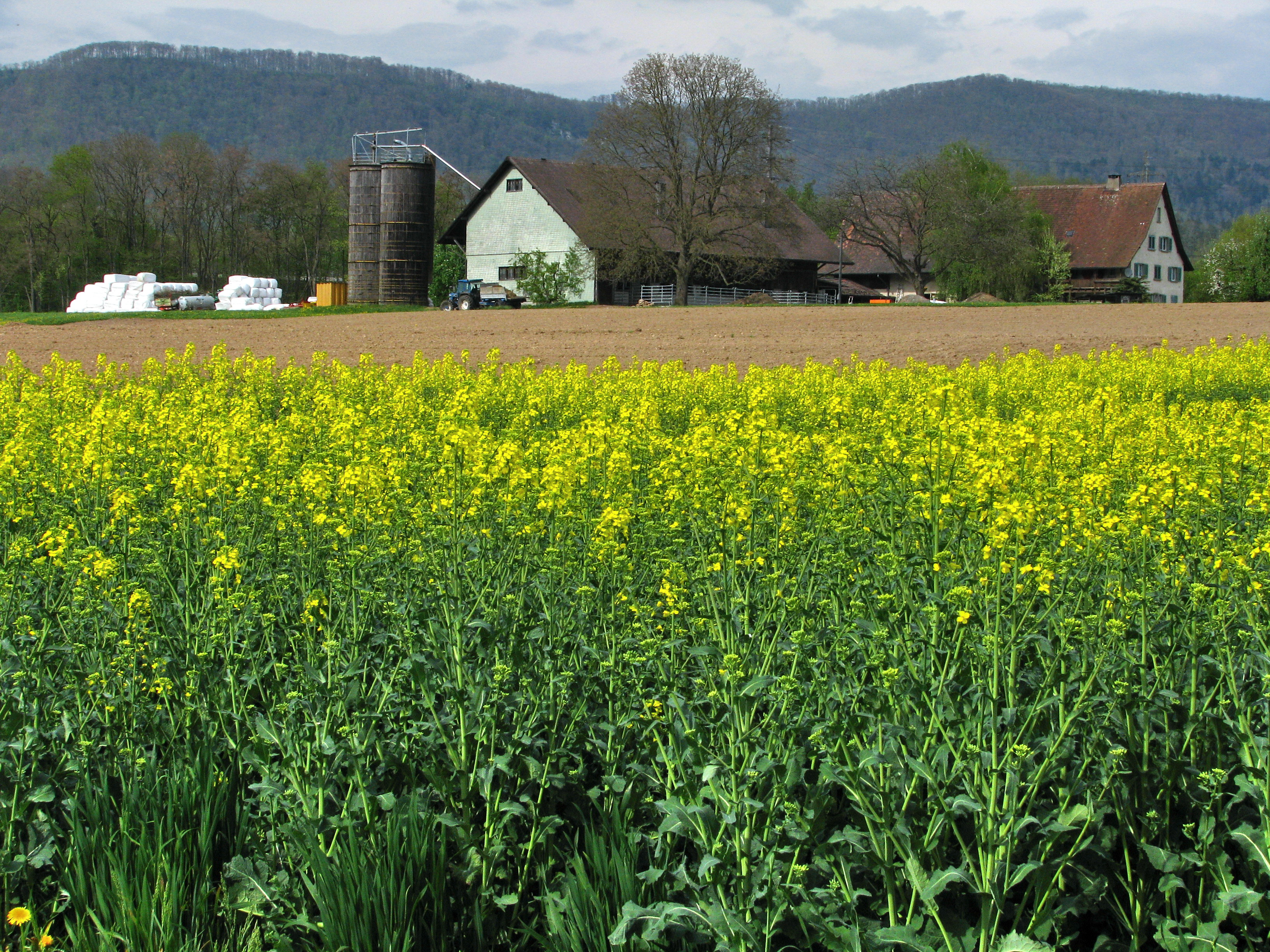
In einigen Industrieländern wie der Schweiz bezieht ein Landwirt im Durchschnitt mehr als die Hälfte seines Einkommens aus Subventionen (Betrieb bei Wettingen, 2010).

Die USA, die EU und Japan stellten 2007 81 % der Agrarsubventionen in der OECD. Die Herkunft dieser Subventionen unterscheidet sich deutlich zwischen diesen Regionen. In Japan werden die Agrarsubventionen überwiegend von Konsumenten getragen, in der EU und den USA von Steuerzahlern. Der Anteil des PSE am TSE ist in den USA mit knapp einem Drittel deutlich unter dem in der EU und Japan. Dafür nimmt in den USA der GSE einen deutlich größeren Anteil am TSE ein. Handelsbarrieren sind in Japan für fast den gesamten PSE verantwortlich, in den USA und der EU machen sie einen bedeutend geringeren Anteil aus.
Der TSE in der EU beträgt – als absolute Größe – etwa 50 % mehr als in den USA und mehr als dreimal so viel wie in Japan. Die Zahl der landwirtschaftlichen Betriebe in der EU ist mit zehn Mio. deutlich höher als in den USA und Japan mit je zwei bis drei Mio. In den USA und Japan erhält ein landwirtschaftlicher Betrieb im Durchschnitt deutlich mehr Subventionen als ein Betrieb in der EU. Die Verteilung der auf die einzelnen Betriebe entfallenen Subventionen kann sich auch erheblich zwischen den Regionen unterscheiden. Die Environmental Working Group (EWG) schätzte für 2006, dass auf die obersten 10 % der Empfänger in den USA 62 % der Subventionen entfielen.
Der Anteil des PSE am gesamten landwirtschaftlichen Einkommen betrug in der OECD 2007 23 %. Dieser Anteil lag bei 10 % in den USA, 26 % in der EU und 45 % in Japan. Die Industrieländer mit dem geringsten Anteil des PSE am Einkommen waren im selben Jahr Australien (6 %) und Neuseeland (1 %). In Korea, Island, Norwegen und der Schweiz bestand 2007 mehr als die Hälfte des landwirtschaftlichen Einkommens aus Subventionen.
Zu den im GSSE geführten Politikinstrumenten gehört unter anderem Nahrungsmittelhilfe an Entwicklungsländer. Etwa 60 % der weltweit geleisteten Nahrungsmittelhilfe kommt aus den USA, 25 % aus der EU, und kleinere Anteile aus Japan, Kanada und Australien. Nahrungsmittelhilfe hat ähnliche Effekte wie eine Exportsubvention. Das GSSE enthält zudem neben Agrarmarketing- und Agrarforschungsausgaben viele allgemeine Leistungen für die Landwirte, wie Subventionen für ländliche Elektrifizierung, Wohnungen, Straßen und Bewässerungsanlagen. Solche Beihilfen stellen in den USA einen erheblich höheren Anteil am TSE als in der EU.

#### Auswirkungen
Agrarsubventionen haben vielfältige Auswirkungen, die teilweise auch einander widersprechen können. Subventionen für die Agrarforschung führen beispielsweise langfristig zu niedrigeren Agrarpreisen, während Handelsbarrieren die inländischen Preise erhöhen. Einige Agrarsubventionen korrigieren Marktversagen, wie die öffentliche Agrarforschung. Andere dienen der Umverteilung von Einkommen an bedürftige Haushalte. Ein wichtiges Argument für die ursprüngliche Einführung von Agrarsubventionen war der niedrigere Lebensstandard von Landwirten im Vergleich zum Rest der Gesellschaft. Dieser Einkommensunterschied ist in den Industrieländern heute aber nur noch selten vorhanden. In den USA stieg das Medianeinkommen von landwirtschaftlichen Haushalten in den USA in den letzten Jahren über das von nichtlandwirtschaftlichen Haushalten. Die Aufrechterhaltung derartiger Subventionen wird von vielen Agrarökonomen als Reaktion auf einflussreiche Interessengruppen gesehen.
Einkommensunterstützung für Landwirte wird insbesondere in der EU und Japan häufig mit dem Konzept der Multifunktionalität der Landwirtschaft begründet. Diesem Argument zufolge erhalten Landwirte die Kulturlandschaft, werden aber dafür nicht über den Markt entlohnt. In Österreich werden hohe Milchpreise manchmal mit dem Anblick von grasenden Kühen auf Almen gerechtfertigt. Ein Problem dieser Argumentation ist laut Peterson (2009), dass Landwirte auch negative Externalitäten verursachen (z. B. Eutrophierung) und dass diese die positiven mehr als aufwiegen können. Zudem würde es Konsumenten und Steuerzahler deutlich weniger kosten, wenn etwa österreichische Almbauern direkt für derartige Dienste bezahlt werden, anstatt über Handelsbarrieren und unspezifische Direktzahlungen auch viele andere Landwirte zu unterstützen, die diese Leistungen nicht erbringen.
| Produkt           | OECD (2007)      | Weltbank (2006) | FAPRI (2002)     |
| ----------------- | ---------------- | --------------- | ---------------- |
| Weizen            | −0,014 bis −0,27 | 5,0             | 4,77 bis 7,60\|- |
| Reis              | 1,61 bis 1,92    | 4,2             | 10,32 bis 10,65  |
| Sonstige Getreide | 1,73 bis 1,83    | 7,0             | 5,67 bis 6,23    |
| Ölsaaten          | −0,14 bis −0,25  | 15,1            | 2,83 bis 3,14    |
| Ölsaatenmehl      | −2,49 bis −2,70  | –               | 3,83 bis 4,16    |
| Pflanzenöle       | 2,64 bis 2,78    | 1,9             | 6,17 bis 6,98    |
| Baumwolle         | –                | 20,8            | 2,93 bis 11,44   |
| Zucker            | –                | 2,5             | -                |
| Rindfleisch       | 0,86 bis 2,86    | –               | 3,28 bis 3,77    |
| Schweinefleisch   | 0,72 bis 1,26    | –               | 10,30 bis 10,92  |
| Milchprodukte     | 4,87 bis 13,55   | 11,9            | 22,34 bis 39,56  |

Agrarsubventionen können auch Auswirkungen auf den Weltmarkt haben. Agrarökonomen (insbesondere der OECD, der Weltbank und des FAPRI) haben in den letzten Jahren viele Studien durchgeführt, die solche Effekte messen. Üblicherweise werden hierzu Allgemeine Gleichgewichtsmodelle verwendet, in denen die Effekte von Politikinstrumenten simuliert werden. Eine Studie der OECD (2007) simulierte über den Zeitraum 2004–2013 eine Reihe von Szenarien, in denen die OECD-Agrarsubventionen und/oder die Handelsbarrieren um jeweils 50 % reduziert werden. Eine Studie der Weltbank (2006) simulierte die komplette Abschaffung aller Agrarsubventionen und Handelsbarrieren über den Zeitraum 2001–2015. Eine Studie des FAPRI untersuchte eine Reduktion über den Zeitraum 2001–2011. Die Ergebnisse zeigen, dass Liberalisierungen nur in wenigen Fällen (Baumwolle, Milchprodukte) starke Preisänderungen zur Folge haben würden. Die Schätzungen der Weltbank für den Zuckermarkt sind deutlich geringer als die aus anderen Studien. Elobei und Beghin (2006) kommen auf Preiserhöhungen von 27 % bis 48 %; van der Mensbrugghe u. a.(2003) auf 21 %. Baumwolle und Zucker sind wichtige Exportgüter vieler Entwicklungsländer, während Getreide und Ölsaaten von Signifikanz für sowohl Produzenten und als auch Konsumenten in diesen Ländern sind.
Alle drei Gruppen sind sich einig, dass Importzölle und Exportsubventionen größere Auswirkungen auf die Weltmarktpreise haben als die nicht unmittelbar den Handel betreffenden Subventionen. Van der Menbrugghe und Beghin (2004) schätzen, dass eine komplette Liberalisierung des Weltgütermarkts (inklusive landwirtschaftlicher Produkte) globale Einkommenszuwächse von 385 Mrd. US$ generieren würde, wovon 196 Mrd. auf Entwicklungsländer entfielen. 265 der 385 Mrd. würden aus der Liberalisierung des Agrarhandels kommen, da der Rest des Gütermarkts bereits stärker liberalisiert ist. Martin und Anderson (2006) kommen zu dem Schluss, dass 63 % der durch eine komplette Liberalisierung des Weltgüterhandels zu schaffenden Einkommenszuwächse (287 Mrd. US$) durch die Liberalisierung des Agrarhandels zustande kommen würden.
Van der Menbrugghe und Beghin (2004) schätzen, dass die globalen Einkommenszuwächse lediglich 102 Mrd. betragen würden, wenn nur die Industrieländer ihre Agrarpolitik reformierten. Entwicklungsländer würden dann lediglich 10 Mrd. gewinnen. Laut Martin und Anderson (2006) ist der Nutzen einer Güterhandelsliberalisierung in Industrieländern genauso groß wie der einer Liberalisierung in Entwicklungsländern. Hertel und Ivanic (2006) schätzen, dass die Abschaffung von Handelsbarrieren in Entwicklungsländern eine größere Reduktion der weltweiten Armut zur Folge haben würde als die Abschaffung in Industrieländern. Diese Ergebnisse implizieren, dass eine Abschaffung von Agrarhandelsbarrieren in den Industrieländern vor allem den Industrieländern Gewinne verschaffen würde. Laut Peterson (2009) zeigen diese Untersuchungen zudem, dass eine bevorzugte Behandlung von Entwicklungsländern (Special and differential treatment) im Rahmen der WTO-Verhandlungen zur Reduktion von Handelsbarrieren keine gute Idee sei.
Peterson (2009) meint außerdem, dass der Nutzen niedriger Agrarpreise für arme Konsumenten in Entwicklungsländern häufig übersehen werden. Swinnen et al. (2011) verglichen Statements von Nichtregierungsorganisationen wie FAO, Oxfam oder IFPRI bezüglich der Bedeutung der Höhe von Nahrungsmittelpreisen für Entwicklungsländer vor der Nahrungsmittelpreiskrise 2007–2008 mit entsprechenden Statements nach der Krise. Es zeigte sich, dass vor der Krise vor allem die negativen Folgen niedriger Preise für Produzenten in Entwicklungsländern und nach der Krise vor allem die negativen Folgen hoher Preise für Konsumenten in Entwicklungsländern betont wurden.

### Vereinigte Staaten von Amerika
|                                       | 1986  | 1995  | 2007  |
| ------------------------------------- | ----- | ----- | ----- |
| Agrarproduktion                       | 132,6 | 191,1 | 310,6 |
| PSE                                   | 38,4  | 20,8  | 32,7  |
| PSE/landwirtschaftliche Einkommen (%) | 24,0  | 10,0  | 10,0  |
| Marktpreisunterstützung im PSE        | 12,4  | 9,3   | 11,8  |
| GSSE                                  | 18,3  | 29,8  | 41,9  |
| Marketingunterstützung im GSSE        | 10,5  | 23,1  | 32,1  |
| CSE                                   | −4,6  | 6,9   | 13,0  |
| TSE                                   | 66,4  | 67,9  | 100,8 |
| TSE von Konsumenten                   | 14,7  | 10,5  | 13,2  |
| TSE von Steuerzahlern                 | 53,4  | 58,6  | 88,9  |
| Staatseinnahmen                       | −1,6  | −1,1  | −1,4  |

2007 betrug der TSE in den USA gut 100 Mrd. US$. Davon entfiel knapp ein Drittel auf den PSE. Der Anteil der Marktpreisunterstützung am PSE schwankt abhängig von den Weltmarktpreisen und betrug 2007 36 %. Der Anteil des PSE an den landwirtschaftlichen Einkommen variiert ebenfalls mit den wirtschaftlichen Bedingungen des Agrarsektors, seit 1986 lag er dabei immer zwischen 10 % und 26 %, 2007 bei 10 %.

#### Geschichte
Die allgemeine Wirtschaftspolitik der US-Regierung hatte zwar stets Auswirkungen auf den Agrarsektor, aber erst im 20. Jahrhundert bildete sich eine gezielte Agrarpolitik heraus, die zu einem komplexen System von Preisstützungen, Handelsbarrieren, Produktionsbeschränkungen und anderen Maßnahmen aufwuchs. Agrarsubventionen wurden mit dem sogenannten Farm problem begründet. Demzufolge sind die Einkommen in der Landwirtschaft niedriger und weniger stabil als in anderen Sektoren aufgrund von Wetterschwankungen, einem langsamen Nachfragewachstum (Engelsches Gesetz) sowie landwirtschaftlichen Produktivitätszuwächsen.
Laut Effland (2000) lässt sich die Agrarpolitik der USA in vier überlappende Phasen einteilen:
- Landverteilung (1785–1890)
- Bildung und Forschung (1830–1914)
- Informations- und Marketingunterstützung (1870–1933)
- Einkommensstützung (1924–)

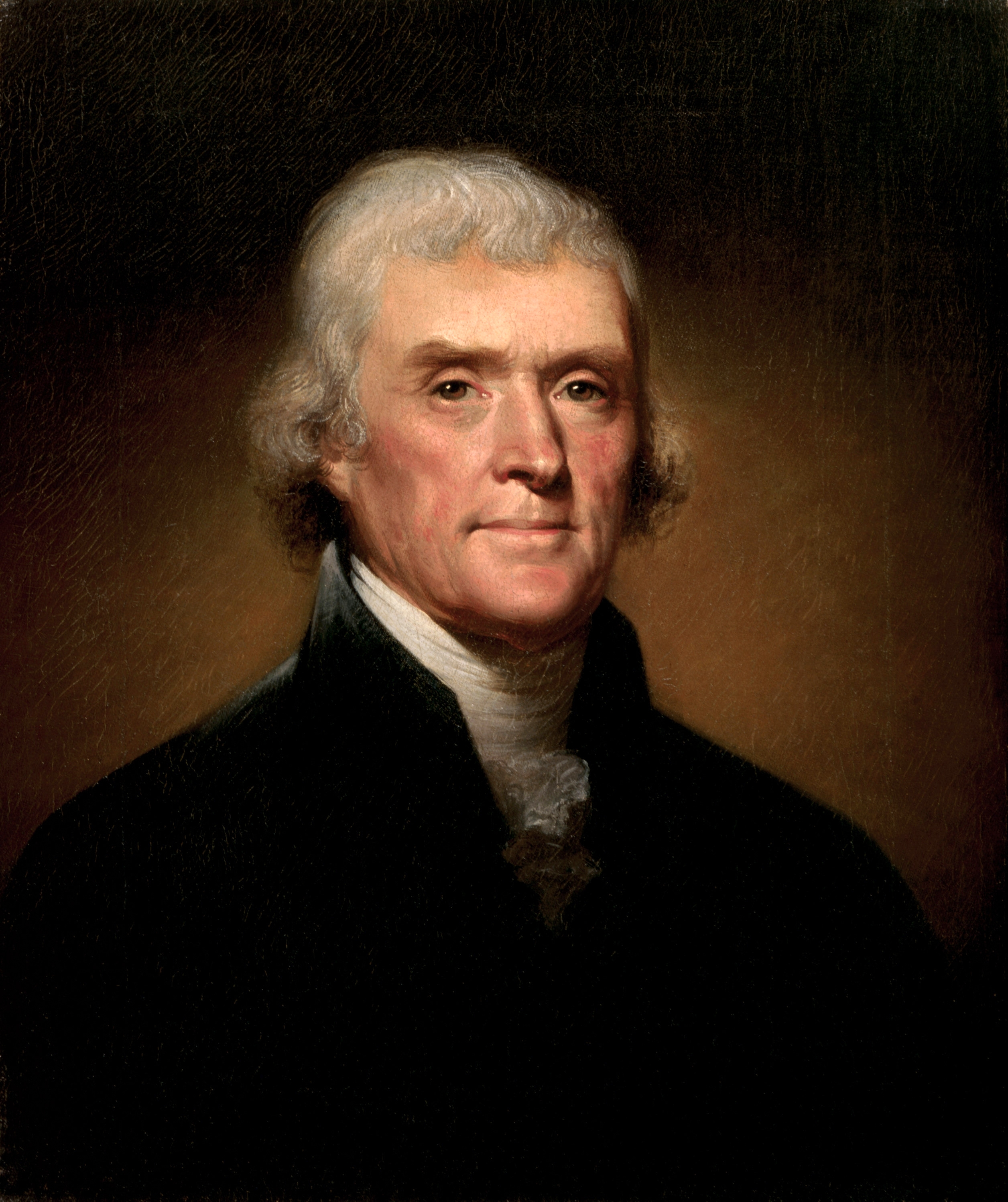
Seit Thomas Jefferson (1743–1826) wird Familienbetrieben in den USA eine besondere Bedeutung zuteil.

In der ersten Phase bestand die Agrarpolitik vor allem aus Landverteilungsmaßnahmen, etwa durch den Homestead Act (1862), der es Personen erlaubte, unbesiedeltes Land in Besitz zu nehmen. Politische Debatten drehten sich vor allem um die Frage, ob die Regierung Land zu hohen Preisen verkaufen sollte, um ihr Budget aufzubessern, oder ob das Land über niedrigere Preise an eine breite Masse von Familienbetrieben aufgeteilt werden sollte. Die zweite Idee geht zurück auf Thomas Jefferson (1743–1826), der glaubte, dass die Demokratie sicherer sei, wenn sie auf einer großen Klasse von unabhängigen Landbesitzern basiert. Dieses Thema einer besonderen Bedeutung von Familienbetrieben zieht sich durch die Geschichte der US-Agrarpolitik und wurde immer wieder als Rechtfertigung für Agrarsubventionen verwendet.
Die zweite Phase war durch die öffentliche Förderung von Agrarforschung und -bildung gekennzeichnet. Effland (2000) geht davon aus, dass die etablierten Landwirte Neuenglands ihre durch die neuen Betriebe im Westen gefährdete Wettbewerbsfähigkeit durch Produktivitätszuwächse erhalten wollten. Der Morrill Land-Grant Colleges Act (1862) schuf die Basis für die Land-grant Universities, in denen insbesondere die Agrarwissenschaft in den Bundesstaaten gefördert wurde. Zahlreiche landwirtschaftliche Forschungsstationen und Informationsdienstleistungen wurden auf Grundlage des Hatch Act von 1887 und des Smith–Lever Act von 1914 etabliert. Dieses System war sehr effektiv in der Entwicklung und Verbreitung neuer Agrartechnologien.
Die dritte Phase wurde geprägt durch zunehmende Bedenken um Einkommensungleichheit zwischen Agrarsektor und dem Rest der Volkswirtschaft. Gegen Ende des 19. Jahrhunderts sanken aufgrund starker Produktionssteigerungen landwirtschaftliche Preise und Einkommen. Zudem kam es zu einer Konsolidierungswelle in anderen Sektoren, infolge derer sich monopolistisches Preisverhalten ergab. Der Sherman Antitrust Act (1890) wurde verabschiedet, um diesen Tendenzen entgegenzuwirken. Dennoch konnten Unternehmen der vor- und nachgelagerten Industrie Landwirten Preise aufzwingen. 1922 reagierte die Politik mit dem Capper–Volstead Act auf Forderungen der Landwirte, Kooperativen von der Antitrust-Gesetzgebung auszunehmen, um ihnen mehr Marktmacht zu verschaffen. In der Folge stieg die Zahl der Beschaffungs- und Marketingkooperativen zwischen 1921 und 1926 von knapp 7.400 auf 10.800.
Efflands vierte Phase wurde mit dem Einbrechen der Agrarpreise nach dem Ersten Weltkrieg angekündigt. Der McNary–Haugen Farm Relief Bill von 1924 sollte die inländischen Agrarpreise durch Importzölle und Exportsubventionen stützen. Der Entwurf scheiterte trotz mehrfacher Anläufe, aber Elemente aus ihm wurden im Agricultural Adjustment Act (AAA) (1933) umgesetzt. Das Konzept des „fairen Preises“ wurde zentral (Doktrin der Parität). Nach dieser Auffassung soll der Paritätsindex (Verhältnis von Preisen, die Landwirte für ihre Produkte erhalten zu Preisen von Produktionsmitteln und sonstigen Gütern) über die Zeit nicht abnehmen, vereinfacht: Ein Kilogramm Weizen soll stets eine bestimmte Menge nichtlandwirtschaftlicher Güter erkaufen können. Die Doktrin der Parität blieb bis in die 1970er Jahre populär.

#### Agrarsubventionen seit 1930

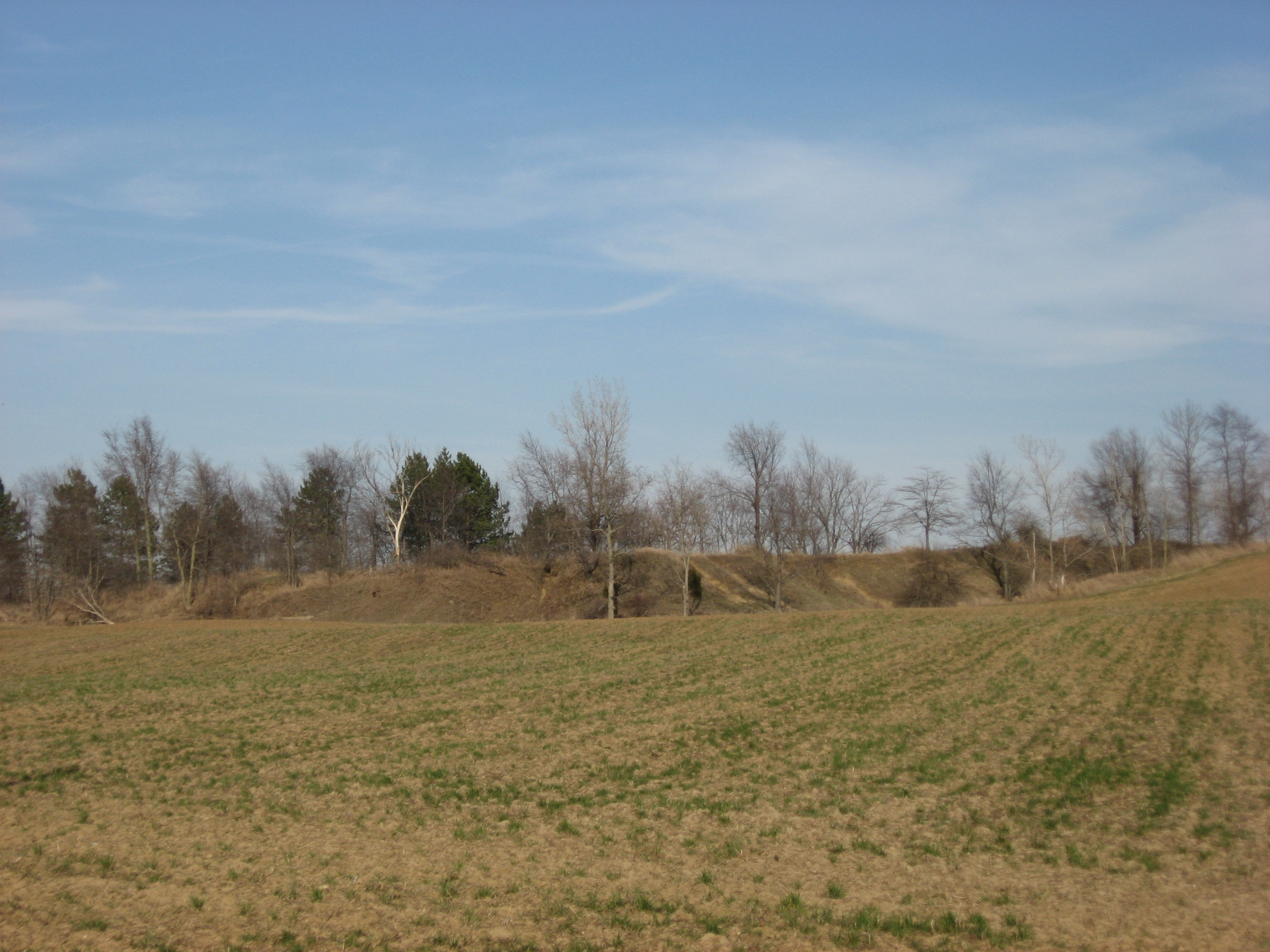
Brachlegungen zur Beschränkung der Produktion und Erhöhung der Preise waren jahrzehntelang Bestandteil der US-Subventionspolitik (Feld im Hardin County, Ohio).

Der AAA führte das Instrument des Nonrecourse loan ein, der ein effektiver Mindestpreis ist. Landwirte können im Rahmen dieses Programms bei niedrigen Marktpreisen ein Darlehen in Anspruch nehmen. Wenn die Marktpreise wieder steigen und die Landwirte dann ihre Erzeugnisse verkaufen, würden sie das Darlehen zurückzahlen, so die Erwartung. Sollten die Marktpreise nicht ansteigen, könnten die Landwirte ohne Einbußen ihres Kreditrating auf eine Rückzahlung verzichten; die Regierung würde dann die Ernte erhalten.
Der AAA führte zudem Begrenzungen der bewirtschafteten Ackerfläche und der Tierzahlen ein, um die die Preise von Getreide, Baumwolle und Tierprodukten zu erhöhen. Ursprünglich sollte das Management für derartige Maßnahmen über eine gesonderte Besteuerung der Lebensmittelindustrie finanziert werden, was jedoch vom Obersten Gerichtshof 1936 als verfassungswidrig erklärt wurde. Stattdessen kamen Zahlungen an Landwirte zum Einsatz, die an das Anpflanzen von Leguminosen und Gründüngung gebunden waren, um so die Produktionsmenge von Getreide und Reihenkulturen zu verringern und ihre Preise zu erhöhen. In den 1960er Jahren waren diese Stilllegungs- und Bodenschutzprogramme bereits ein etablierter Bestandteil der US-Agrarpolitik. Landwirte mussten Teile ihrer Flächen aus der Produktion nehmen, um die Preis- und Einkommensstützungsprogramme der Regierung in Anspruch zu nehmen. Der Versuch, Produktionsmengen und Preise über derartige Stilllegungen zu steuern, erwies sich jedoch nicht als sehr effektiv, da Landwirte vor allem marginale Flächen brachlegten und die restlichen Flächen intensiver bewirtschafteten. Eine Reduktion von 10 % der Ackerfläche führte so nur zu einem Rückgang der Produktionsmenge von 2–3 %.
1954 wurde mit dem Public Law 480 (Food for Peace) auch erstmals die Nachfrage nach Agrarprodukten systematisch stimuliert. Public Law 480 exportiert Nahrungsmittelüberschüsse (die sich oft über die Darlehensprogramme angesammelt haben) in Entwicklungsländer zu subventionierten Preisen oder als Nahrungsmittelhilfe in Krisenfällen. Das Food Stamp Program zur Unterstützung armer inländischer Konsumenten wurde nach einer früheren Instanz (1939–1943) im Jahr 1964 permanent.

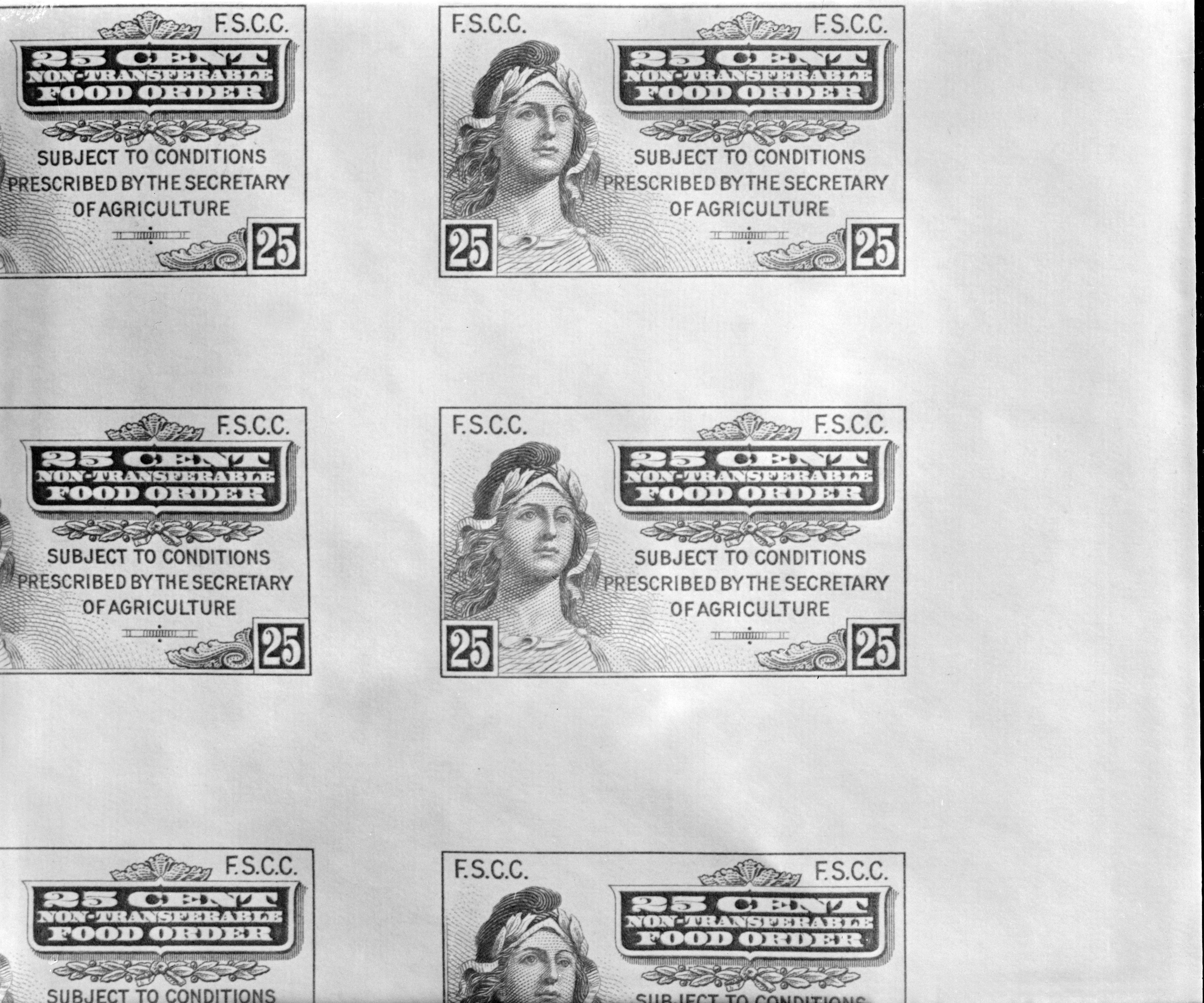
Nahrungsmittelhilfe im In- und Ausland unterstützt nicht nur arme Konsumenten, sondern auch US-Landwirte, da sie die Nachfrage stimuliert (Food Stamps von 1939).

Exportmärkte nahmen eine zunehmende Bedeutung bei der Beseitigung von Überschüssen bei konstantzuhaltenen Preisen ein. Um diese Exporte aufrechtzuerhalten, konnten die Darlehen nicht länger paritär bleiben, da die Weltmarktpreise deutlich unter den inländischen lagen. Die Darlehen konnten zwar saisonale Schwankungen ausgleichen, aber nicht mehr die Einkommen stützen. 1973 wurden daher die Loan Deficiency Payments eingeführt. Diese waren mit niedrigeren Darlehen verbunden. Die Höhe der Deficiency Payments richtete sich nach dem Vergleich eines festgesetzten Mindestpreises mit dem Marktpreis. Dieser Preisunterschied wurde mit einer kompliziert ermittelten Produktionsmenge multipliziert, dessen Produkt die Landwirte als Zahlung erhielten (zusätzlich zu den Darlehen, falls die Marktpreise unter den darin festgelegten Preisen lagen). Somit konnten niedrige Marktpreise vorherrschen, die landwirtschaftlichen Einkommen aber gleichzeitig hochgehalten werden. In dem Ausmaß, in dem die Mindestpreise eine höhere Produktionsmenge bewirkten, stellte dieses Instrument eine Subvention von Steuerzahlern an Produzenten und Konsumenten dar.
Darlehen, deficiency payments, Flächenbeschränkungen und Nachfragestimulierungen blieben bis zum Farm bill 1996 in Kraft, wenngleich sie in der Zwischenzeit mehrfach variiert wurden. In den 1990er Jahren kam es zu Reformversuchen aufgrund von Bedenken, dass die Agrarpolitik die Produktionsentscheidungen von Landwirten deutlich verzerrte. 1996 wurden daher die Produktionsbeschränkungprogramme ausgesetzt und die deficiency payments mit entkoppelten Direktzahlungen ersetzt, die später auslaufen sollten.
Die Agrarpreise waren zur Zeit der Beschließung des Farm Bill 1996 relativ hoch, nahmen jedoch aufgrund von darauf folgenden Produktionssteigerungen wieder ab. Im Farm Bill 2002 wurden daher einige Beschlüsse von 1996 revidiert. Die entkoppelten Direktzahlungen wurden nicht reduziert und stattdessen permanent gemacht. Darlehen mit höheren Mindestpreisen sowie Counter-cyclical payments (CCP) wurden eingeführt, die den 1996 abgeschafften loan deficiency payments ähnelten. Der Farm Bill 2002 erntete viel Kritik. So wurde argumentiert, dass die Subventionen vor allem großen Betriebe, nicht aber kleineren Familienbetrieben zugutekommen würden. Andere meinten, dass die darin beschlossenen Subventionen zu Überschüssen und niedrigen Preisen führen würden, die Produzenten in Entwicklungsländern schaden würden, und dass der Fokus auf Agrarprodukte breitere ländliche Entwicklung und Naturschutz vernachlässigen würde.
Der Farm Bill 2008 enthielt nur geringfügige Änderungen gegenüber dem von 2002. Aus Reihen von Kritikern kam der Vorschlag einer Begrenzung der von einem Betrieb maximal beanspruchbaren Subventionen (nach Angaben der Environmental Working Group erhielten die 20 größten Betriebe 2005 jeweils mehr als 1,5 Mio. US$ an Zahlungen). Während Präsident Bush niedrigere Maximalbeträge forderte, traten Kongressabgeordnete für deutlich höhere ein. Die Darlehensprogramme, Direktzahlungen und CCP wurden alle mit minimalen Änderungen fortgesetzt. Landwirte konnten wählen zwischen CCP und einem neuen, auf Einkommen basierenden Programm. Dieses neue Programm gewährt Landwirten Zahlungen, wenn ihr Einkommen unter einen historischen Durchschnitt sinkt. Erstmals wurde auch der Gartenbau subventioniert. Eine verpflichtende Herkunftsbezeichnung und eine verbesserte Überwachung von Produktionsverträgen wurde im Viehsektor eingeführt. Direktzahlungen werden auch gewährt, wenn die Marktpreise über einem Niveau liegen, das loan deficiency payments oder CCP auslösen würde. Die öffentliche Debatte um den Farm Bill 2008 enthielt neben Vorschlägen zur Begrenzung von Zahlungen auch Vorschläge zur Ausweitung des Food Stamp Program und anderer Ernährungsprogramme, zur Erhöhung der Förderung der ländlichen Entwicklung und zum Ersetzen der traditionellen Gütersubventionen durch Einkommensversicherung. Laut World Public Opinion (2007) bevorzugen die meisten US-Bürger in landwirtschaftlich und nicht landwirtschaftlich geprägten Bundesstaaten eine Unterstützung für kleine Landwirte in Krisensituationen, aber keine Unterstützung für große Betriebe oder eine Unterstützung auf permanenter Basis.

#### Auswirkungen

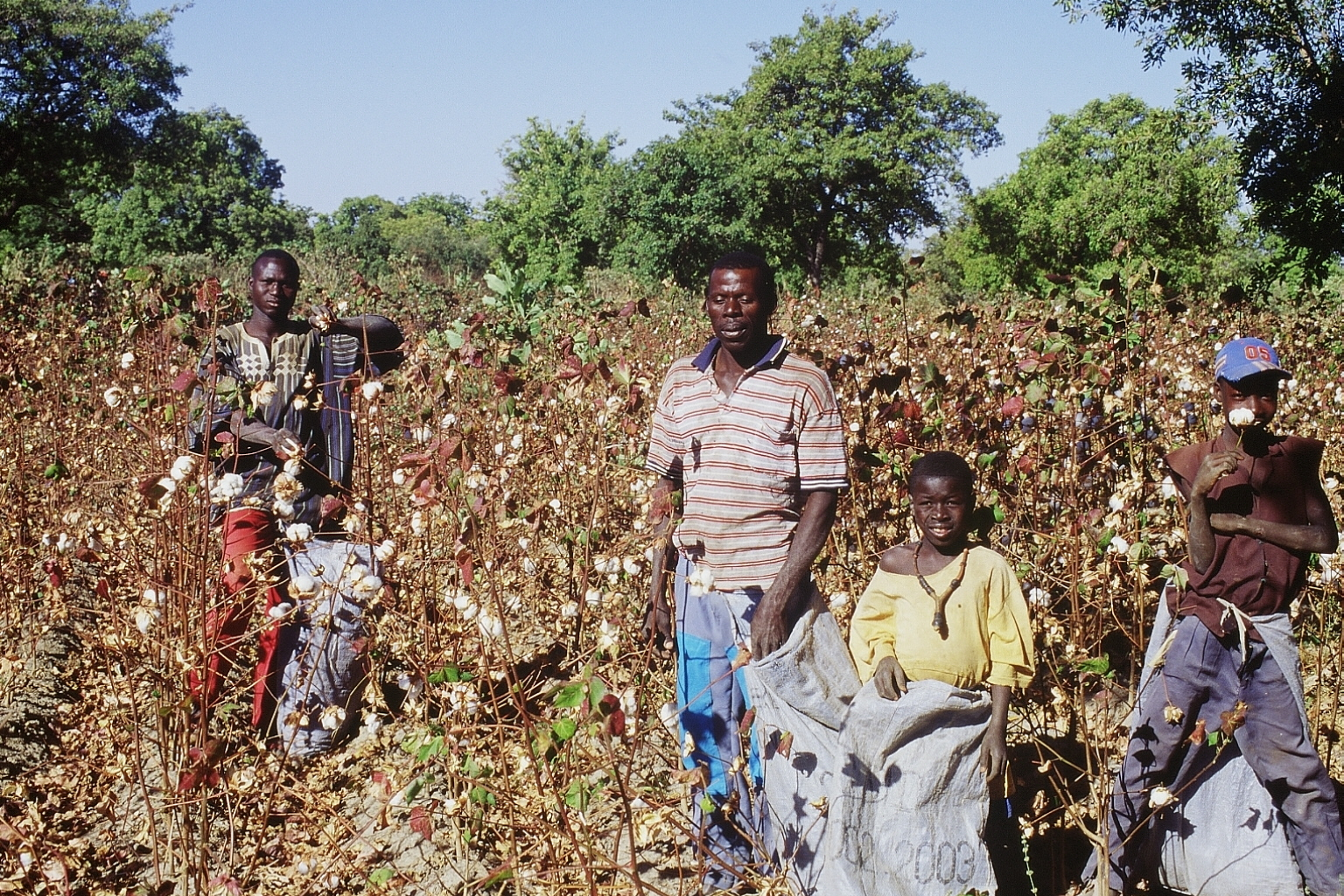
Die US-Baumwollsubventionen schaden Baumwollproduzenten in Entwicklungsländern wie Mali (2002).

Die Auswirkungen der US-Agrarsubventionen im Gesamten wurden bisher nicht mithilfe Allgemeiner Gleichgewichtsmodelle geschätzt. Dennoch gibt es Studien über die Effekte einzelner Programme. Beghin u. a.(2003) kommen zu dem Ergebnis, dass der Weltmarktpreis von Zucker 13 % höher liegen würde, wenn die Zuckersubventionen in den USA abgeschafft werden. Mehrere Studien fanden ähnliche Preiseffekte durch die US-Baumwollsubventionen, wenngleich eine Studie auch einen geringeren Effekt ergab. Es gibt auch Hinweise, dass niedrigere Baumwollpreise in westafrikanischen Baumwollexportländern wie Benin und Mali die Einkommen von Produzenten senken und die ländliche Armut erhöhen. Abgesehen von Zucker und Baumwolle haben die Agrarsubventionen der USA mehreren Untersuchungen zufolge geringere Auswirkungen auf die Weltmarktpreise als die Agrarsubventionen der EU und Japans. Dies liegt daran, dass die USA im Rahmen ihrer Subventionen weniger auf Handelsbarrieren zurückgreifen als etwa die EU und Japan.
Neben diesen Auswirkungen auf den Weltmarkt haben die US-Agrarsubventionen auch Auswirkungen in den USA. Die ursprüngliche Rechtfertigung der Subventionen, die relativ niedrigen landwirtschaftlichen Einkommen, sind dabei nicht mehr gegeben. Mittlerweile liegt das Medianeinkommen eines landwirtschaftlichen Haushalts über dem eines nichtlandwirtschaftlichen. 72 % der landwirtschaftlichen Haushalte (definiert als mit einem landwirtschaftlichen Umsatz von mehr als 1000 US$) hatten 2004 ein Einkommen über dem nichtlandwirtschaftlichen Median. 16 % aller landwirtschaftlichen Haushalte erhielten im selben Jahr 73 % der staatlichen Einkommenstransfers. Key und Roberts (2007) fanden heraus, dass die Agrargütersubventionen – neben anderen Faktoren wie technologischem Fortschritt – einen Beitrag zum Wachstum der durchschnittlichen Betriebsgröße geleistet haben. Zu den Auswirkungen der Subventionen auf Einkommen gibt es widersprüchliche Ergebnisse. Dazu gehört auch, dass Subventionen den Wert von Boden steigern, was Landbesitzern eher nützt als pachtenden Bewirtschaftern. Einige Instrumente (z. B. loan deficiency payments) senken die Agrarpreise, andere (z. B. Zucker- und Milchprogramme) erhöhen sie, so dass laut Pasour und Rucker (2005) auch der Effekt auf die Konsumentenpreise nicht eindeutig ist. Steuerzahlern bereiteten die staatlichen Zahlungen an Produzenten 2006 hingegen Kosten von 24 Mrd. US$ (weniger als 1 % der gesamten Staatsausgaben). Zudem ergeben sich Effizienzverluste aus den marktverzerrenden Effekten der Subventionen. Das Government Accountability Office schätzte den Effekt der Zuckersubventionen auf Einkommenszuwächse von 1,05 Mrd. US$ für Produzenten und Kosten von 1,94 Mrd. für Konsumenten im Jahr 1998. Durch direkte Einkommenstransfers anstelle der Zuckermarktpolitik ließen sich bei gleichen Einkommenseffekten für Produzenten demzufolge 890 Mio. US$ sparen. Babcock und Hart (2005) empfehlen, die unterschiedlichen Subventionsinstrumente durch eine Einkommensversicherung zu ersetzen, da dies bei gleichem Effekt auf die Produzenteneinkommen erhebliche Kosten einsparen würde.
Einige Kommentatoren haben die Agrarsubventionen in einem Zusammenhang gebracht mit Adipositas. Nach dieser Theorie führen Subventionen an Landwirte zu höherem Konsum von dickmachenden Lebensmitteln, indem sie die Produktion dieser Lebensmittel befördern und ihre Preise senken. Laut einer zusammenfassenden Analyse von Alston et al. (2008) haben die Subventionen jedoch nur sehr beschränkte Effekte auf die Preise von Zucker, Stärke und Fett im Vergleich zu etwa Obst und Gemüse. Kleine relative Preisänderungen bei Agrargütern würden zweitens noch geringere Änderungen bei Verbraucherpreisen bedeuten. Drittens ist der Lebensmittelkonsum relativ preisunelastisch. Die Preise von Lebensmitteln wie Zucker, Milchprodukten, Orangensaft, und Rindfleisch werden in den USA zudem durch Handelsbarrieren gestützt, und nicht gesenkt. Internationale Vergleiche zeigen, dass die Länder mit den höchsten Agrarsubventionen relativ niedrige Adipositasraten haben. Subventionen für die Agrarforschung können hingegen signifikante Effekte auf relative Preise haben. Sie verfügen damit über das Potential, die Adipositasraten zu beeinflussen, sind aber ein sehr stumpfes Instrument zur Bekämpfung der Adipositas.

#### Neue Politische Ökonomie

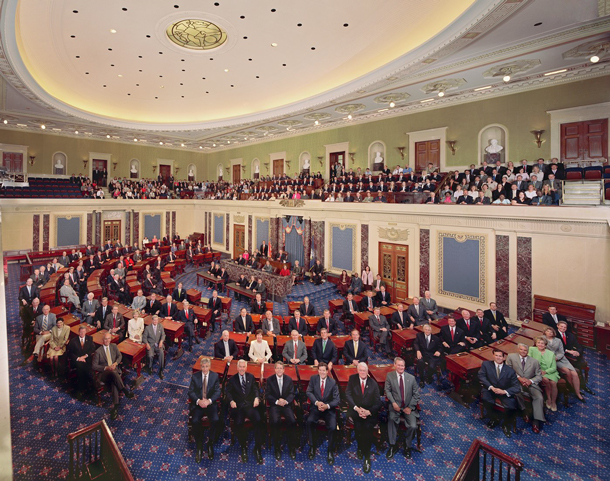
Im US-amerikanischen Senat sind Landwirte überrepräsentiert. Als kleine Gruppen mit starken Interessen können sie zudem effektiven Lobbyismus betreiben.

Wissenschaftler haben angesichts kostspieliger und verzerrender Subventionen, die tendenziell eher größeren Betrieben zugutekommen und deren ursprüngliche Rechtfertigung (landwirtschaftlicher Einkommensnachteil) nicht mehr gegeben ist, mögliche Gründe für die Fortsetzung dieser Politik untersucht. Für Pasour und Rucker (2005) sind einige Elemente des politischen Systems der USA mitverantwortlich. Im Senat sind die Bundesstaaten gleich repräsentiert, was eine Überrepräsentierung von Staaten mit kleiner Bevölkerungszahl und großem Agrarsektor bedeutet. Laut Olson (1971) fällt es relativ kleinen Gruppen mit starken Interessen leichter, das Trittbrettfahrerproblem des kollektiven Handelns zu lösen. Mit der Abnahme der Zahl der Betriebe habe sich die politische Organisiertheit der Gruppe weiter verbessert. Die Gruppen der Steuerzahler und Konsumenten sind hingegen deutlich größer und schlechter organisiert. Zudem entfallen auf den einzelnen Konsumenten bzw. Steuerzahler erheblich geringere Kosten durch Subventionen, als dem einzelnen Landwirt aus denselben zugutekommt. Dieser Sicht zufolge sind die fortgesetzten Agrarsubventionen Ergebnis eines erfolgreichen Lobbyismus.
Lobbyismus allein kann jedoch nicht erklären, warum die ineffizienten Handelsbarrieren und Markteingriffe bisher nicht durch direkte Einkommenstransfers ersetzt wurden. Als Vorsitzender des Council of Economic Advisers schlug Stiglitz in den 1990er Jahren vor, das Milchprogramm (welches auf Mengenbeschränkungen basiert) durch ein System von Direktzahlungen zu ersetzen, das die Einkommensgewinne von Milchproduzenten nicht reduzieren aber dafür die Verbraucherpreise senken würde. Der Vorschlag wurde von den Milchproduzenten nicht akzeptiert. Ein möglicher Grund ist, dass Direktzahlungen sichtbarer und somit politisch schwerer zu rechtfertigen sind.
Grossman und Helpman veröffentlichten 1994 ein theoretisches Modell, das die politische Bevorzugung von Handelsbarrieren zur Unterstützung einer kleinen Gruppe auf Kosten der breiten Mehrheit erklären kann. In diesem Modell versuchen Politiker, die erhaltenen Spendengelder zu maximieren sowie wiedergewählt zu werden. Produzenten versuchen, durch Spenden politische Maßnahmen zum Schutz vor ausländischer Konkurrenz zu bewirken. Das Modell wurde in mehreren empirischen Studien erfolgreich getestet. Während Pinelopi Goldberg und Giovanni Maggi (1999) einen relativ großen Einfluss von Wählern fanden, kamen Lopez (2001) sowie Gawande und Hoekman (2006) zu dem Ergebnis, dass der Einfluss von Spenden deutlich größer ist. Lopez schätzte, dass ein US$ an Spendengeldern 2.000 US$ an Subventionen bewirkt. Gawande und Hoekman schließen, dass sich die etablierte US-Agrarpolitik nur schwer ändern lässt.

### Europäische Union
|                                       | 1986  | 1995  | 2007  |
| ------------------------------------- | ----- | ----- | ----- |
| Agrarproduktion                       | 212,8 | 232,2 | 318,8 |
| PSE                                   | 95,0  | 96,9  | 98,1  |
| PSE/landwirtschaftliche Einkommen (%) | 42,0  | 36,0  | 26,0  |
| Marktpreisunterstützung im PSE        | 83,5  | 56,6  | 35,4  |
| GSSE                                  | 9,0   | 5,8   | 11,9  |
| Marketingunterstützung im GSSE        | 1,6   | 1,8   | 3,1   |
| CSE                                   | −72,8 | −50,5 | −33,5 |
| TSE                                   | 108,1 | 106,8 | 112,0 |
| TSE von Konsumenten                   | 85,8  | 57,8  | 37,0  |
| TSE von Steuerzahlern                 | 24,5  | 50,6  | 76,7  |
| Staatseinnahmen                       | −2,2  | −1,6  | −1,8  |

2007 betrug der TSE in der EU 112 Mrd. € und hat sich damit gegenüber 1986 kaum geändert, wenngleich in diesem Zeitraum weitere Staaten der EU beigetreten sind. Vom TSE entfielen knapp 100 Mrd. auf den PSE. Der Anteil des PSE an den landwirtschaftlichen Einkommen lag 2007 bei 26 %. Aufgrund von Reformen der Gemeinsamen Agrarpolitik (GAP) ist der Anteil der Marktpreisunterstützung am PSE in den letzten Jahrzehnten deutlich zurückgegangen; 1986 betrug er 88 %, 2007 36 %. Aus denselben Gründen hat der Beitrag von Steuerzahlern zu den Subventionen gegenüber den 1980er Jahren deutlich zugenommen und der von Konsumenten deutlich abgenommen. Der CSE ist im Vergleich zu den USA auch deswegen stark negativ, weil die EU keine Programme zur Unterstützung von Konsumenten ähnlich dem Food Stamp Program hat.

#### Geschichte
Als Ende des 19. Jahrhunderts Agrarexporte aus Nord- und Südamerika sowie Australien und Neuseeland den Weltmarkt erreichten, sah sich die europäische Landwirtschaft einer starken Konkurrenz aus diesen Ländern ausgesetzt. Da Land in diesen Exportländern weniger knapp als in Europa war, konnte dort billiger Getreide produziert werden. Teilweise kam es zu Anpassungsreaktionen europäischer Produzenten, wie dem Umschwenken auf arbeitsintensivere Güter (Obst und Gemüse, tierische Produkte) in England, Dänemark und den Niederlanden, hauptsächlich reagierten die Europäer jedoch mit der Errichtung von Handelsbarrieren. Diese protektionistische Politik etablierte sich durch die Weltwirtschaftskrise und den Zweiten Weltkrieg.
In der Bundesrepublik wurden im Rahmen des Grünen Planes im Jahre 1954 umfassende Agrarsubventionen beschlossen. Siehe auch Butterberg

#### Agrarsubventionen seit 1962
Die sechs Gründungsmitglieder der Europäischen Gemeinschaften einigten sich mit Unterzeichnung der Römischen Verträge 1957 auf die Vergemeinschaftung der Landwirtschaftspolitik, die 1962 in Kraft trat.
Die erste Phase der Gemeinsamen Agrarpolitik (GAP) von 1962 bis 1992 war gekennzeichnet durch Preisstützungen, die mithilfe von Interventionspreisen, Importabschöpfungen und Exporterstattungen durchgesetzt wurden. Diese Politikmaßnahmen verursachten Überschussproduktion und hohe Kosten. Die MacSharry-Reform (1992) änderte die GAP erheblich und ersetzte viele Preisstützungen mit Direktzahlungen. Diese Schritte wurden daneben mit der Uruguay-Runde motiviert, wenngleich der Protektionismus weiterhin hoch blieb. Die Agenda 2000 (1999) und die Halbzeitbewertung (2003) wandelten weiter Marktpreisstützungen in entkoppelte Direktzahlungen um. Die Halbzeitbewertung erlaubte den Mitgliedsstaaten zudem mehr Spielraum bei der Umsetzung als vorherige Reformen.

#### Auswirkungen

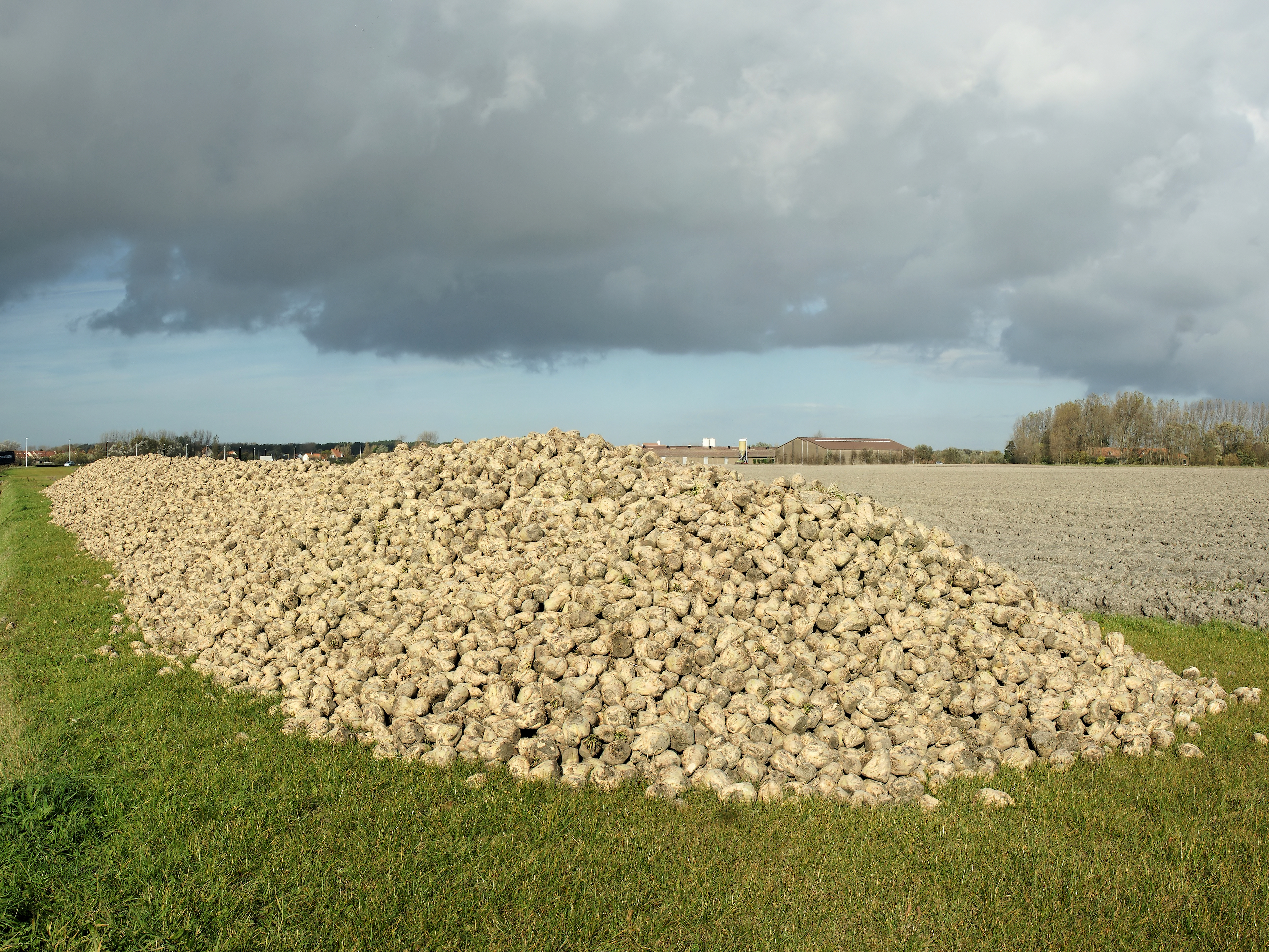
Der Zuckerrübenanbau in der EU wäre von Reformen negativ betroffen, da sich Zucker effizienter aus Zuckerrohr gewinnen lässt (Bild aus der Westflandern, 2010).

Die GAP schadet vor allem Produzenten in einigen Exportländern. Zu Beginn der GAP kamen 72 % der in EU-Staaten importierten Nahrungsmittel von außerhalb der EU (vor allem Kanada, USA, Australien und Neuseeland); 2006 waren es aufgrund der GAP 18,2 %. Anfang der 1960er Jahre importierten die EU-15 mehr Getreide, Ölsaaten, Zucker und tierische Produkte als sie exportierten. In den 1980er Jahren war die EU Nettoexporteur dieser Güter mit Ausnahme von Ölsaaten, die die GAP vom Protektionismus ausnahm. Damit haben vor allem kanadische, US-amerikanische, australische und neuseeländische Produzenten durch die EU-Agrarsubventionen Einbußen verzeichnet.
Produzenten in Entwicklungsländern waren weniger von der GAP betroffen als Produzenten in Kanada, den USA, Australien und Neuseeland und haben teilweise von ihr profitiert. Produzenten in AKP-Staaten haben durch bevorzugte Handelsabkommen meist nur wenig profitiert, aber der Nutzen für einige Zuckerexporteure war deutlich. Die GAP brachte auch indirekten Nutzen für einige Entwicklungsländer, da sie zwar Handelsbarrieren für die Einfuhr von Getreide errichtete, nicht aber beispielsweise für Ölfrüchte, Maniokmehl und Nebenprodukte wie Maisgluten. Diese Produkte ersetzten einen Teil der durch die Handelsbarrieren  der EU verteuerten Getreide in der Tierfütterung. Davon profitierten Produzenten dieser Güter in Entwicklungsländern wie Indonesien und Thailand.
Winters (2005) schätzt, dass die komplette Eliminierung der EU-Agrarsubventionen relativ geringe Preiseffekte hätte. Produzenten in einigen Entwicklungsländern würden von einer Eliminierung der GAP profitieren, steigende Nahrungsmittelpreise würden in anderen Entwicklungsländern hingegen Konsumenten schaden. Anderen Analysen zufolge würden die Effekte auf globale Produktion und Preise ebenfalls gering sein.
Innerhalb der EU sind die Auswirkungen der GAP am signifikantesten. Anderson u. a.(2006) schätzten, dass eine komplette Eliminierung der globalen Agrarsubventionen zu einem Rückgang der landwirtschaftlichen Produktion in der EU um 12,3 % bis 2015 führen würde. Auch würden Beschäftigung in der Landwirtschaft und Landpreise zurückgehen. Laut Berghin und Aksoy (2003) würde der Abbau der Handelsbarrieren vor allem Produzenten von Baumwolle, Milchprodukten und Zucker schaden, während die Konsumenten von Zucker und Milchprodukten profitieren würden. Ähnliche Nutzenverschiebungen würde sich bei Getreide, Ölsaaten und Rindfleisch ergeben, wenngleich die Stärke der Effekte geringer wäre. Laut der meisten Analysen würden die Gewinne von Konsumenten größer sein als die Verluste von Produzenten.

#### Kritik
Von den Milliarden an Agrarsubventionen in der EU profitieren Stand 2021 auch Spekulanten, Multinationale Nahrungsmittelunternehmen und Großgrundbesitzer bzw. solche, die zwar Land besitzen, es aber selten aktiv bewirtschaften.
Die größten Empfänger von Agrarsubventionen 2022 wurden vom Agrarportal Proplanta veröffentlicht.
Laut Antwort der Bundesregierung zum Agrarstrukturwandel, landwirtschaftlichen Bodenmarkt und flächenabhängige Agrarzahlungen durch das von Julia Klöckner geleitete BMELF vom 7. Oktober 2020 auf eine kleine Anfrage der Abgeordneten Ostendorff, Ebner, Künast und die Fraktion Bündnis 90/Die Grünen ist die 2018 gegründete Boscor Gruppe, eine Tochtergesellschaft der von der Familie Albrecht errichteten Lukas-Stiftung, seit August 2020 an der ADIB Agrar-, Dienstleistungs-, Industrie- und Baugesellschaft mit deren Tochterunternehmen Aschara Landwirtschaftsgesellschaft und Landgut Grumbach, beide in Bad Langensalza, sowie an fünf weiteren Tochterunternehmen mit Agrarbezug beteiligt.   Die Aschara Landwirtschaftsgesellschaft war bereits 2007  und die Geithainer Landwirtschaftsgesellschaft  2019 vom ehemaligen Präsidenten des Thüringischen Bauernverbands, Klaus Kliem, übernommen worden. Die der Lukas-Stiftung zuzuordnenden Gesellschaften haben 2018 EU-Agrarsubventionen von insgesamt 2,036 Millionen Euro und 2019 von insgesamt 3,053 Millionen Euro erhalten. Das Transparenzportal der Bundesanstalt für Landwirtschaft und Ernährung  weist  für die Jahre 2021 und 2022 ebenso hohe Beträge aus. Das BMELF hatte in seiner Antwort mitgeteilt, dass sich die Bundesregierung in Verhandlungen für eine Gemeinsame Agrarpolitik nach 2020 dafür einsetzen werde, dass die EU-Mitgliedstaaten zukünftig Unternehmensverbünde mit ihren landwirtschaftlichen Tochterunternehmen als einen Antragsteller werten können.

#### Neue Politische Ökonomie
Dass die EU-Agrarsubventionen trotz sozialer Kosten bestehen, wird zum Teil durch Lobbyismus seitens der Produzenten erklärt. Mehrere Analysen haben den politischen Prozess auf zwei aufeinanderfolgenden Ebenen charakterisiert. Zunächst wird eine Politikrichtung auf nationaler Ebene bestimmt, die dann auf der europäischen Ebene vertreten wird. Auf europäischer Ebene erfolgen Einigungen meist auf dem kleinsten gemeinsamen Nenner (also den kleinsten Reformschritten). Dies zeigte sich bereits zu Beginn der GAP. Henning (2004) argumentiert, dass der Rat für Landwirtschaft und Fischerei stets eher protektionistisch entscheidet, da jeder Minister ein Vetorecht hat. Weniger protektionistisch eingestellte Minister würden protektionistischere Vorschlägen nicht ablehnen, da Protektionismus den politischen Rückhalt der Produzenten im eigenen Land sichert.

### Japan und Korea
|                                       | 1986   | 1995   | 2007   |
| ------------------------------------- | ------ | ------ | ------ |
| Agrarproduktion                       | 11.171 | 10.388 | 8.504  |
| PSE                                   | 7.726  | 6.841  | 4.149  |
| PSE/landwirtschaftliche Einkommen (%) | 65     | 62     | 45     |
| Marktpreisunterstützung im PSE        | 6.973  | 6.228  | 3.533  |
| GSSE                                  | 1.164  | 2.314  | 1.187  |
| Infrastruktur im GSSE                 | 1.004  | 2.085  | 981    |
| CSE                                   | −9.013 | −8.778 | −4.642 |
| TSE                                   | 8.877  | 9.182  | 5.338  |
| TSE von Konsumenten                   | 9.028  | 8.801  | 4.646  |
| TSE von Steuerzahlern                 | 2.171  | 3.045  | 1.806  |
| Staatseinnahmen                       | −2.322 | −2.664 | −1.114 |

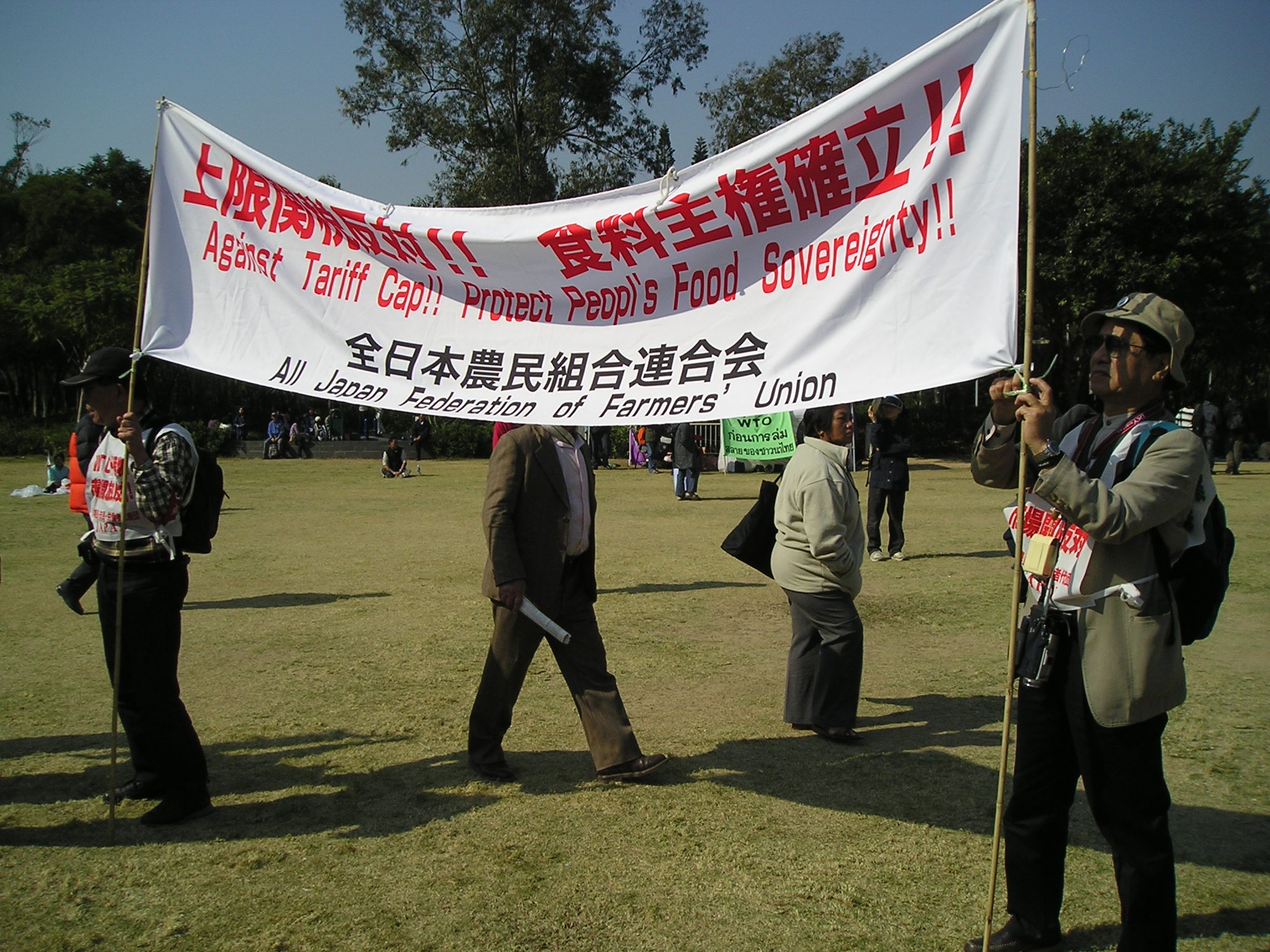
Mit dem Argument der Ernährungssouveränität protestieren japanische Bauern gegen einen Abbau von Einfuhrschranken während der WTO-Ministerkonferenz 2005 in Hongkong. Japans Agrarhandelsbarrieren gehören zu den größten der OECD.

Japans und Koreas Agrarsubventionen bestehen in erster Linie aus Handelsbarrieren, vor allem bei Reis. Der Reispreis in Japan und Korea betrug 2007 das mehr als Dreifache des Weltmarktpreises, 2000 das über Sechsfache. Zugleich war Japan 2007 der größte Nettoimporteur von Agrarerzeugnissen.
Reis hat eine wichtige kulturelle Bedeutung. Laut Ohnuki-Tierney (2004) halten Japaner Reis für eine zentrale Grundlage der japanischen Zivilisation und für ein Symbol von Schönheit, Frieden, die menschliche Seele und das Göttliche. Zudem wird Selbstversorgung als wichtiges Element der Ernährungssicherheit gesehen. Viele japanische und koreanische Analysten sehen in einem niedrigen oder sinkenden Selbstversorgungsgrad ein Risiko. Kako (2000) fürchtet, dass Japan und Korea bei militärischen, politischen und wirtschaftlichen Konflikten Nahrungsmittelkrisen erfahren könnten. Eine feindliche Macht könnte aufgrund der geographischen Lage relativ leicht den Import von Nahrungsmitteln blockieren.
Reis machte 2007 36 % der Marktpreisstützung und 30 % des PSE in Japan aus. In Korea lagen die Anteil bei 26 % bzw. 24 %. Neben Reis werden tierische Produkte, andere Getreide, Ölsaaten sowie Obst und Gemüse subventioniert. In den 1970er Jahren kam es zu einem Handelsstreit zwischen den USA und Japan über japanische Einfuhrbeschränkungen. Die USA reichten schließlich Beschwerde ein. Ende der 1980er Jahre wurden diese als Verstöße gegen das GATT anerkannt und Japan reduzierte seine Barrieren bei einigen Agrarprodukten deutlich. Als Resultat nahmen die japanischen Rindfleischimporte zwischen 1988 und 1996 um 130 % zu, bei Milch, Tomaten- und Apfelsaft kam es zu noch höheren Zunahmen. Auch Korea senkte seine erheblichen Importbarrieren in den 1980er Jahren deutlich. Bei Reis erhielten beide Länder de facto Importverbote aufrecht, bis sie mit dem Agreement on Agriculture einen gewissen Marktzugang (jeweils unter 10 %) zugestanden.
Marktpreisstützung nimmt einen Anteil am PSE zwischen 85 % und 100 % in beiden Ländern ein. Die Kosten werden in erster Linie von Konsumenten und nicht von Steuerzahlern getragen. Der Anteil des GSSE am TSE war 2007 mit 22 % (Japan) und 15 % (Korea) relativ gering aus. Japans PSE ist seit den 1980er Jahren gesunken, Koreas nahm in den 1980er und 1990er Jahren hingegen stark zu.

### Australien und Neuseeland
|                                       | 1986  | 1995  | 2007   |
| ------------------------------------- | ----- | ----- | ------ |
| Agrarproduktion                       | 6.322 | 9.215 | 15.683 |
| PSE                                   | 1.511 | 142   | 112    |
| PSE/landwirtschaftliche Einkommen (%) | 20    | 2     | 1      |
| Marktpreisunterstützung im PSE        | 130   | 84    | 51     |
| GSSE                                  | 230   | 150   | 267    |
| Forschung und Entwicklung im GSSE     | 108   | 108   | 92     |
| CSE                                   | −139  | −75   | −55    |
| TSE                                   | 1.741 | 292   | 379    |
| TSE von Konsumenten                   | 139   | 75    | 55     |
| TSE von Steuerzahlern                 | 1,611 | 217   | 329    |
| Staatseinnahmen                       | −10   | 0     | −4     |

Australien und Neuseeland haben ihre Agrarsubventionen seit den 1980er Jahren nahezu komplett eliminiert und haben heute die geringsten Subventionen aller OECD-Staaten. Die Reformen haben zu Einkommenzuwächsen, erhöhter Produktivität und geringeren Risiken von Landwirten geführt. Beide Länder verfügen über komparative Kostenvorteile bei Milchprodukten, Rind- und Lammfleisch, Wolle und Weizen.
Historisch gesehen hatten beide Länder eine enge Bindung zum Vereinigten Königreich, welches früher den überwiegenden Anteil der Agrarexporte auffing. 1940 kaufte Großbritannien 90 % der neuseeländischen Güterexporte. Mit dem Eintritt Großbritanniens in die Europäische Gemeinschaft begannen sich die engen Handelsbindungen abzuschwächen. 2006 betrug Großbritanniens Anteil an den neuseeländischen Agrarexporten 6 %. In der zweiten Hälfte des 20. Jahrhunderts begannen Australien und Neuseeland neue Märkte in Asien und Nordamerika zu erschließen. 2006 gingen 33 % der australischen Güterexporte in die Volksrepublik China und nach Japan.

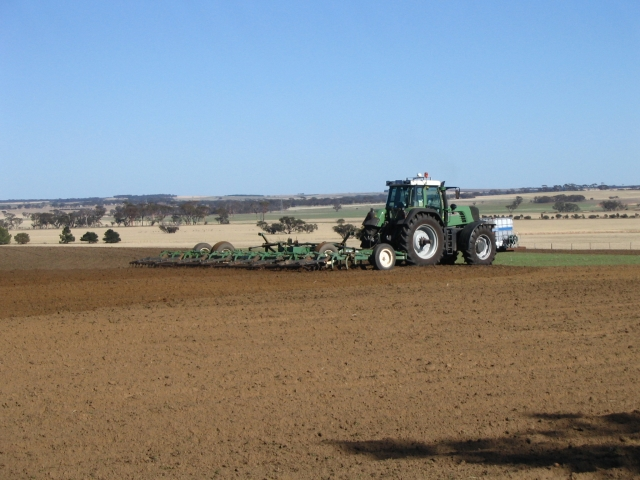
Ein australischer Landwirt erhält im Durchschnitt weniger als 5 % seines Einkommens aus Subventionen (Bodenbearbeitung im Westaustralischen Weizengürtel).

Aufgrund der großen Bedeutung von Agrarexporten in beiden Ländern zielte ihre Agrarpolitik traditionellerweise auf Effizienz und Wettbewerbsfähigkeit sowie auf Einkommensstabilität bei schwankenden Weltmarktpreisen ab. Vor den Reformen in den 1970er und 1980er Jahren war die Landwirtschaft in beiden Ländern stark reguliert. Einer Analyse von Anderson u. a.(2007) zufolge war das geringe Wirtschaftswachstum Australiens in der Nachkriegszeit teilweise ein Resultat der Benachteiligung des exportorientierten Agrarsektors gegenüber dem Industriesektor. Neuseeland begann mit einer protektionistischen Agrarpolitik in den 1930er Jahren, die zu stark verzerrten Input- und Produktmärkten führten. Beide Länder machten erheblichen Gebrauch von Vermarktungsverbänden (Marketing Boards). Diese in staatlicher Hand befindlichen Organisationen sind legale Monopole zur Stabilisierung von Einnahmen bei schwankenden Preisen. Sie wurden in den 1920er und 1930er Jahren in Australien und Neuseeland gegründet und kontrollierten lange Zeit den Handel mit Milchprodukten, Wolle, Lamm- und Rindfleisch sowie Weizen. Beispielsweise erhielt das Australian Wheat Board (AWB) 1939 das Recht, die gesamte australische Weizenernte aufzukaufen und zu vermarkten. Das AWB legte die Ankaufpreise auf Basis von Produktionskostenschätzungen fest und sparte eventuelle Gewinne zur Stützung der Preise in Jahren mit niedrigen Weltmarktpreisen.
Die australischen Reformen begann in den 1970er Jahren und gingen schrittweise voran. 1989 wurde die Binnenvermarktung von Weizen privatisiert (nicht jedoch Exporte) und 1999 wurde das AWB privatisiert. Die Reform des Milchsektors begann 1986. 2000 endete die Milchpreisstützung. Um die Restrukturierung abzufedern, erhielten Milchproduzenten finanzielle Unterstützung. 2007 machten entkoppelte Direktzahlungen etwa die Hälfte der Direktzahlungen aus, Marktpreisunterstützung gab es keine.
In Neuseeland geschahen die Reformen sehr abrupt nach der Wirtschaftskrise von 1984. Inputsubventionen und Preisstützungen wurden eliminiert, wenngleich einige der staatlichen Exportorganisationen zunächst bestehen blieben. Heute sind nur noch die Exporte von Milchprodukten und Kiwifrüchten reguliert. Der Hauptteil des TSE in Neuseeland besteht aus GSSE, hier vor allem Agrarforschung, Inspektion und Infrastruktur.

#### Auswirkungen der Reformen

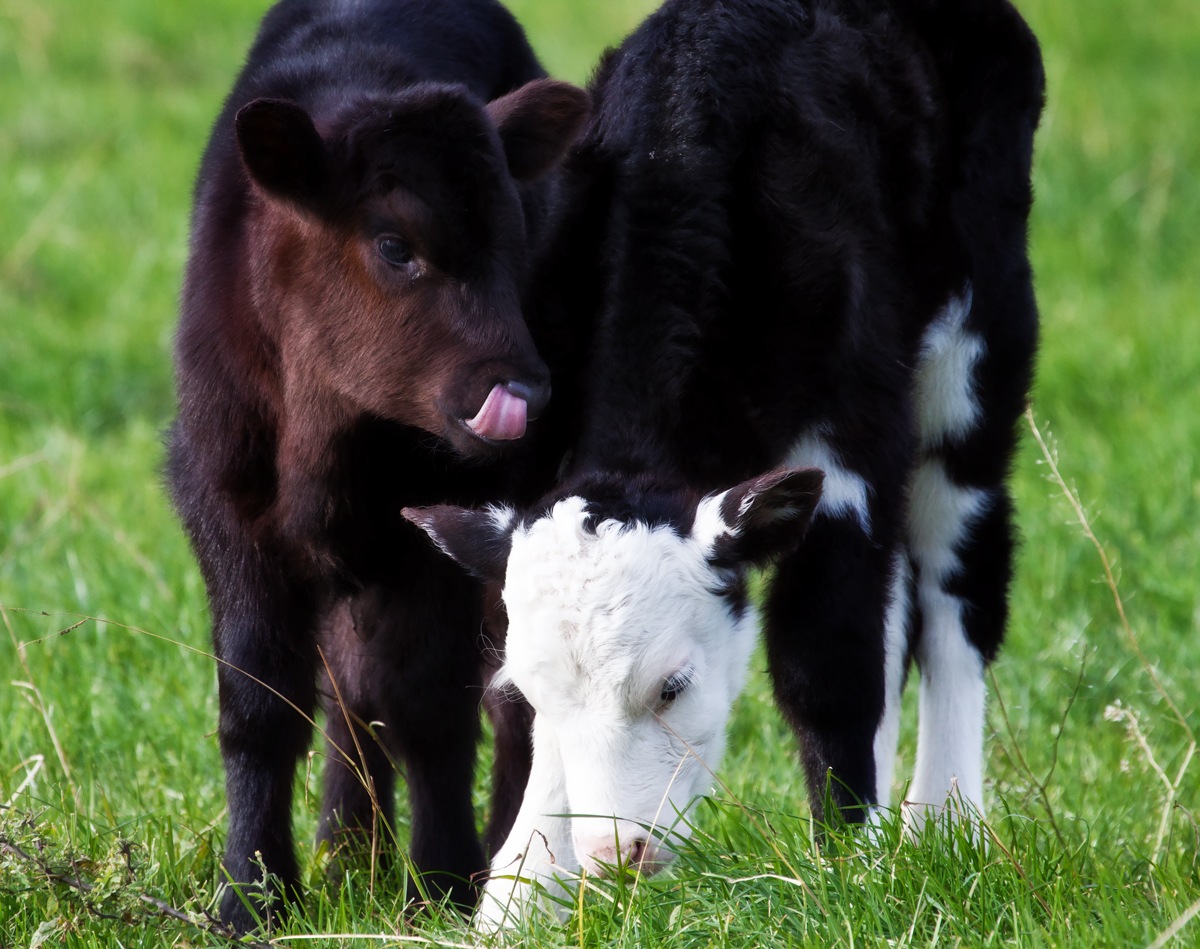
Neuseelands Reformen führten zu einer Zunahme der Rinderhaltung und einem Rückgang der Schafhaltung (Rinder in Taranaki, 2009).

Die erheblichen Senkungen der Agrarsubventionen hatten einen Strukturwandel der Landwirtschaft in Australien und Neuseeland zur Folge. Ressourcen wanderten von weniger wettbewerbsfähigen Produktionszweigen in solche mit komparativen Kostenvorteilen. Die Zahl der australischen Milchbetriebe ging zurück, die durchschnittliche Betriebsgröße wuchs, die Betreiber diversifizierten ihre Einkommensquellen, und Produktivitätssteigerungen führten zu einem Anstieg der Milchleistung pro Kuh von fast 50 %. In Neuseeland nahm die Schafproduktion zugunsten der Rinder- und Milchproduktion ab. Die Exporte von Wolle und Schaffleisch sanken und nahmen bei allen anderen Exportgütern -teilweise stark- zu.
McCorriston und MacLaren (2007) argumentieren, dass die Reformen des australischen Weizenmarkts unvollständig waren und deswegen nicht die Wettbewerbsfähigkeit der australischen Weizenproduktion erhöht oder sozialen Nutzen gebracht haben. Insgesamt sehen die meisten Wissenschaftler einen positiven Gesamtnutzen der Reformen in beiden Ländern. Einige Landwirte mussten die Landwirtschaft aufgeben, aber die Überbliebenen haben deutliche Produktivitätssteigerungen erreicht und gleichzeitig negative Umweltfolgen reduziert, da weniger chemische Produktionsmittel eingesetzt wurden und die Bewirtschaftung marginaler Flächen zurückging. In Neuseeland nahm die Zahl der Betriebe zu, und es kamen neue Produktionszweige auf, die Marktnischen nutzen, wie die landwirtschaftliche Wildhaltung von Hirschen, Straußen und Emus, die Produktion von Zierpflanzen, frischem Obst, Wein und Oliven. So hat sich die Weinproduktion der beiden Länder seit den 1970er Jahren mehr als verdreifacht.

## Agrarsubventionen in Entwicklungsländern

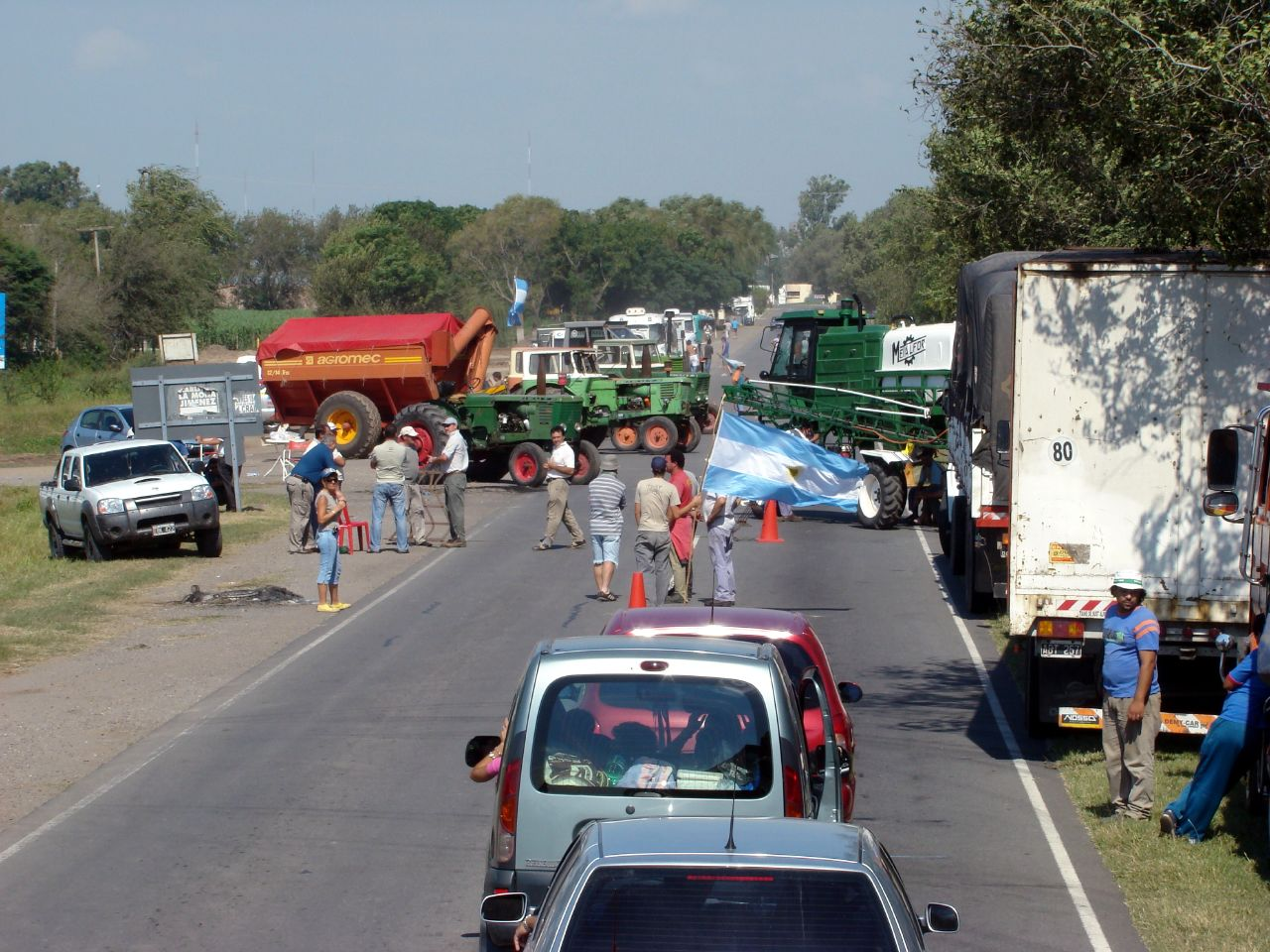
Viele Entwicklungsländer subventionieren Importe und besteuern Exporte, um die Lebensmittelpreise niedrig zu halten. Hier protestieren argentinische Landwirte gegen eine Erhöhung von Exportsteuern (2008).

In Entwicklungsländern liegt der Fokus der Agrarpolitik traditionell auf einer Subventionierung der Lebensmittelpreise. Bei hohen Preisen drohen insbesondere in den Städten Unruhen. Nahrungsmittelexportierende Entwicklungsländer (z. B. Argentinien, Brasilien, Thailand und Indonesien) haben im Hinblick auf das Ziel niedriger Preise Exportbeschränkungen eingesetzt. Nahrungsmittelimportierende Entwicklungsländer (z. B. Algerien, Ägypten, Namibia, Mosambik, Bolivien und Haiti) greifen zu Importsubventionen, Überbewertung und Nahrungsmittelhilfe. Viele dieser Politikmaßnahmen führen zu Ineffizienzen und senken die Einkommen von einheimischen Landwirten. Der Weltentwicklungsbericht 1986 stellte bereits fest, dass arme Länder tendenziell das Gegenteil von reichen Ländern tun: Sie besteuern die Landwirtschaft, fördern Importe und bremsen Exporte. Mit fortschreitender wirtschaftlicher Entwicklung bauen Entwicklungsländer diese Besteuerung ab und beginnen die Landwirtschaft zu subventionieren. In Brasilien erreichte dieser Prozess seinen Wendepunkt im Jahr 2000, als das PSE erstmals positiv wurde.

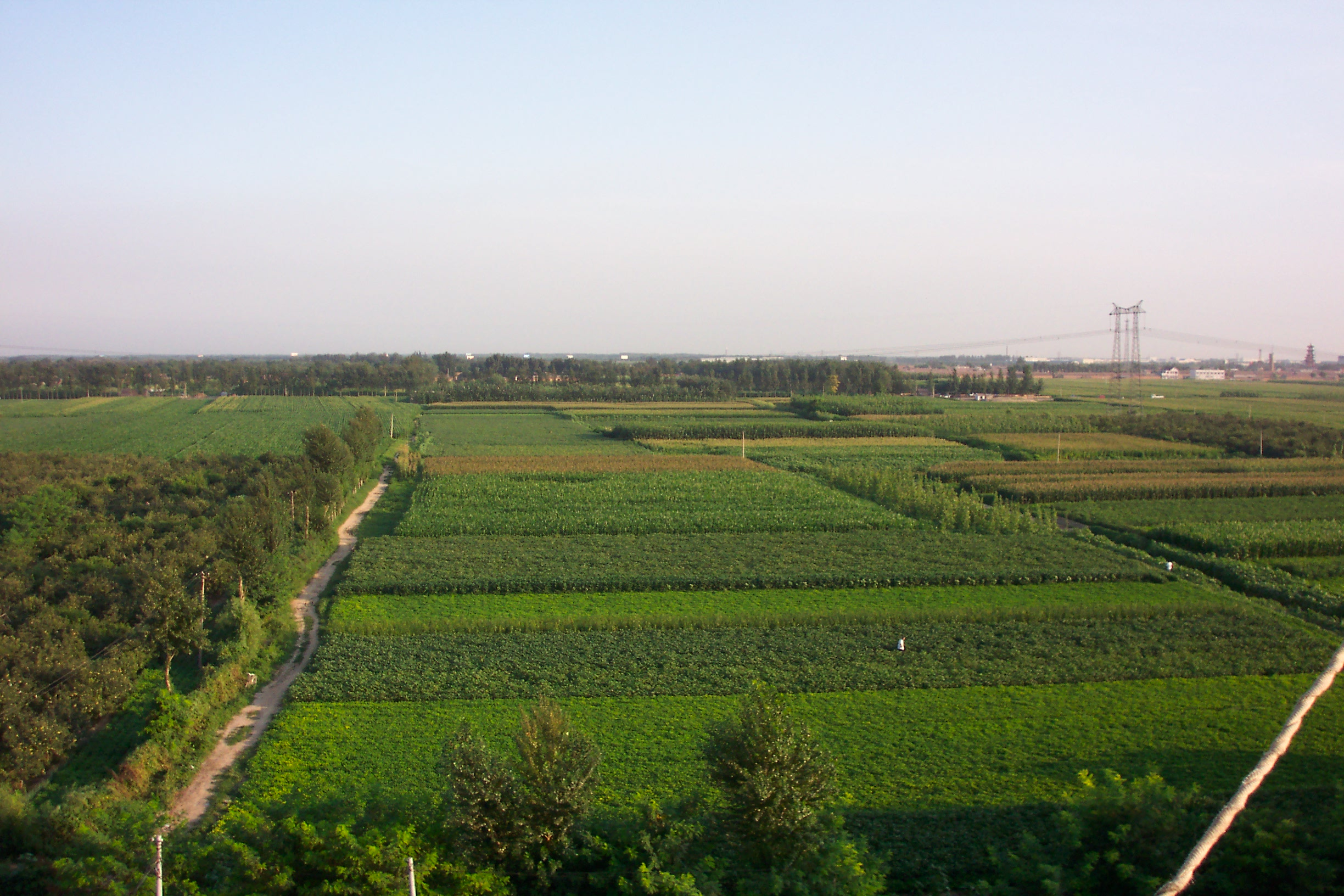
Einige Schwellenländer wie China sind von einer Besteuerung zu einer Subventionierung der Landwirtschaft übergegangen (Felder bei Peking).

Überbewertungen machen Importe günstiger und Exporte für andere Länder teurer. Überbewertungen führen zu einem nicht nachhaltigen Ungleichgewicht und haben in den 1980er und 1990er Jahren in vielen Entwicklungsländern zu Finanzkrisen geführt. Neben Überbewertungen trug die Nahrungsmittelhilfe aus Industrieländern zu niedrigen Agrarpreisen in Entwicklungsländern bei. Einige Länder (z. B. Tunesien) setzten außerdem Importsubventionen ein. Die Importsubstituierende Industrialisierung verstärkte die Benachteiligung der heimischen Landwirtschaft. Nicht zuletzt wurden Landwirte in vielen Entwicklungsländern stark besteuert, vor allem durch Exportsteuern auf Nahrungsmittel (z. B. in Thailand oder Argentinien). Diesem Zweck dienen auch staatliche Vermarktungsorganisationen für Exportgüter wie Bananen, Kaffee, Tee, Kakao oder Palmöl. Auf der anderen Seite versuchten die Regierungen vieler Entwicklungsländer, die heimische Agrarproduktion anzukurbeln. Da die Güterpreise stark nach unten verzerrt waren, bedienten sich Staaten der Subventionierung von Inputs wie Bewässerung, Dünger und Krediten. In den 1980er Jahren waren Düngersubventionen von 30 % bis 90 % des Preises in Entwicklungsländern üblich. Diese Subventionen haben nicht nur die Staatsbudgets belastet, sondern auch zur Übernutzung chemischer Inputs und ungeeigneter Technologien sowie der ineffizienten Nutzung knapper Ressourcen geführt.
In den 1980er Jahren begann im Rahmen der Strukturanpassungsprogramme eine Reform der Besteuerung der Landwirtschaft vieler Entwicklungsländer. Der Weltentwicklungsbericht 2008 schätzt, dass die Nettobesteuerung in einer repräsentativen Gruppe nahrungsmittelimportierender Entwicklungsländer zwischen Anfang der 1980er und Anfang der 2000er um die Hälfte gekürzt wurde. Exportsteuern sanken von 46 % auf 19 %. Makroökonomische Reformen haben die Erzeugerpreise für Exporteure erhöht. Ähnliche Tendenzen sind in weniger landwirtschaftlich basierten Volkswirtschaften zu beobachten. In vielen urbanisierten Ländern (z. B. Brasilien, Mexiko, Malaysia, Ukraine) wurde Agrarbesteuerung ersetzt durch Agrarprotektionismus. Brasilien und China besteuerten die Landwirtschaft bis in die frühen 1990er, begannen aber danach, Landwirte zu subventionieren und Konsumenten zu besteuern. In Südafrika, der Türkei, der Ukraine und Russland werden Landwirte seit den 1980er Jahren subventioniert. In all diesen Ländern ist der Anteil der Subventionen am landwirtschaftlichen Einkommen mit 6–21 % relativ gering. Die Türkei, Russland und Südafrika verwenden im PSE vorrangig Handelsbarrieren, während diese in Brasilien und China weniger wichtig sind.
Wie die Regierungen von Industrieländern Anfang des 20. Jahrhunderts sieht die chinesische Führung Anfang des 21. Jahrhunderts in einem langsameren Wachstum der landwirtschaftlichen Einkommen im Vergleich zu nichtlandwirtschaftlichen ein zentrales Problem (San Nong). Zudem soll die Getreideproduktion angekurbelt werden. Laut einer Analyse von Yu und Jensen (2010) haben die jüngsten Politikänderungen bereits einen Beitrag zur Erreichung der beiden Ziele landwirtschaftliches Einkommenswachstum und Steigern der Getreideproduktion geleistet. In Zukunft könnte China unter Ausschöpfung aller der laut WTO-Regeln erlaubten Stützungsmaßnahmen beide Ziele weiterverfolgen; die Alternative einer Subventionspolitik auf Basis entkoppelter Direktzahlungen würde lediglich die Einkommen, nicht aber Produktion und Handel beeinflussen.
|                                       | Brasilien (Real) | China (Yuán) | Südafrika (Rand) | Türkei (Lira) | Russland (Rubel) | Ukraine (Hrywnja) |
| ------------------------------------- | ---------------- | ------------ | ---------------- | ------------- | ---------------- | ----------------- |
| Agrarproduktion                       | 170.966          | 3.292.420    | 71.816           | 75.150        | 1.210.507        | 91.429            |
| PSE                                   | 10.607           | 291.777      | 6.560            | 17.468        | 197.051          | 11.256            |
| PSE/landwirtschaftliche Einkommen (%) | 6                | 8            | 9                | 21            | 15               | 12                |
| Marktpreisunterstützung im PSE        | 2.941            | 103.407      | 5.501            | 11.278        | 133.568          | 4.949             |
| GSSE                                  | 4.878            | 137.021      | 3.857            | 804           | 28.112           | 3.259             |
| Forschung und Entwicklung im GSSE     | 787              | 4.679        | 1.997            | 44            | 2.792            | 191               |
| CSE                                   | −3.507           | −128.654     | −5.503           | −8.340        | −128.556         | −6.298            |
| TSE                                   | 15.979           | 428.892      | 10.417           | 18.272        | 225.163          | 14.514            |
| TSE von Konsumenten                   | 6.361            | 146.220      | 5.503            | 8.723         | 115.747          | 6.094             |
| TSE von Steuerzahlern                 | 10.180           | 302.011      | 5.667            | 9.031         | 107.350          | 9.739             |
| Staatseinnahmen                       | −562             | −19.339      | −753             | 517           | 2.066            | −1.319            |

Indien hat die Agrarbesteuerung in den 1990er Jahren reduziert und war 2002 bereits leicht protektionistisch. Ein ähnlicher Trend von Besteuerung zu Subventionierung zeigte sich in Vietnam. In Indonesien wird die Landwirtschaft bereits seit 1990 subventioniert, ähnliche Entwicklungen waren in Malaysia zu verzeichnen. Chile liberalisierte seine Handels- und Agrarpolitik in den 1970er Jahren. Darüber hinaus besteht eine erhebliche Variation in den Gruppe der Entwicklungsländer hinsichtlich der Agrarsubventionen. Insgesamt ist die Nettobesteuerung in den letzten 30 Jahren jedoch zurückgegangen, und zwar von 28 % auf 10 % in landwirtschaftlich geprägten Volkswirtschaften und von 15 % auf 4 % in Ländern im Prozess der Urbanisierung. Urbanisierte Entwicklungsländer subventionieren im Durchschnitt mit 9 %.

## Reformszenarien und Wohlfahrtsgewinne

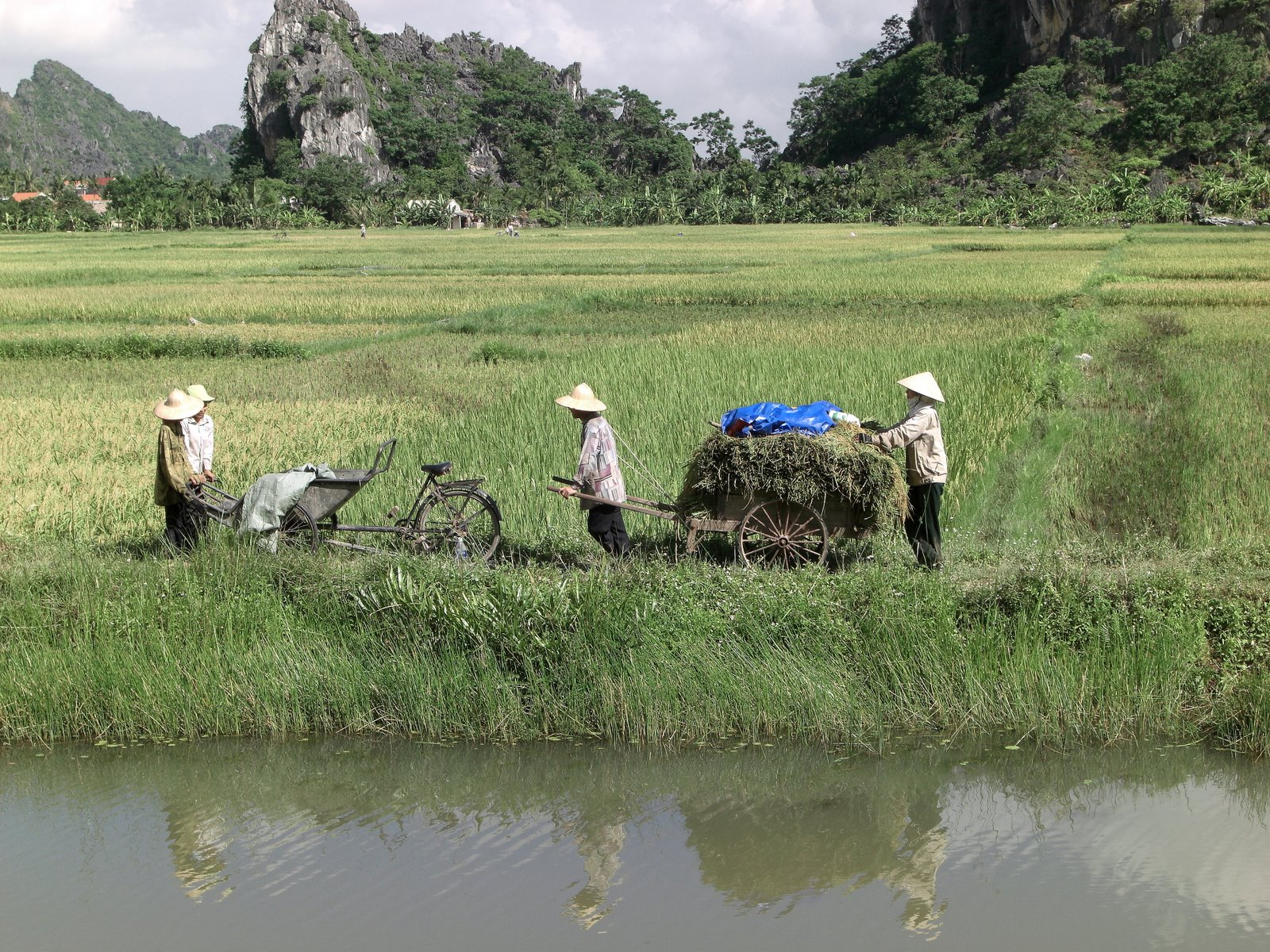
Von einer weiteren Reduzierung der Handelsbarrieren würden die Entwicklungsländer insgesamt profitieren, da Landwirte höhere Preise erzielen könnten (Reisbauern in der Halong-Bucht).

Handelsbarrieren führen zu stärkeren Verzerrungen als Direktzahlungen. Diese Erkenntnis zusammen mit den Welthandelsrunden haben dazu geführt, dass umfassende Analysen der Folgen möglicher Liberalisierungsszenarien des Agrarhandels vorliegen. Eine vollständige Handelsliberalisierung würde die größten globalen Wohlfahrtsgewinne bringen. Rosegrant und Meijer (2007) sowie Dimaran u. a.(2007) stimmen überein, dass Industrieländer auch dann große Wohlfahrtsgewinne einfahren würden, wenn lediglich die Entwicklungsländer ihre Handelspolitik liberalisieren würden, wenngleich auch die Entwicklungsländer von einem solchen Szenario profitieren würden. Umgekehrt gilt dasselbe: Wenn nur die Industrieländer ihre Handelspolitik liberalisieren würden, würden sich größere Gewinne für die Gruppe der Entwicklungsländer ergeben aber gleichzeitig – wenn auch geringere – Gewinne für die Industrieländer. Hingegen würden laut Vanzetti und Sharma (2007) die Entwicklungsländer in der Summe verlieren, wenn lediglich die Industrieländer liberalisieren, da in diesem Szenario auch die bevorzugten Handelsabkommen wegfallen. Laut dieser Studie würden die Entwicklungsländer am meisten gewinnen in einem Szenario, in dem lediglich sie ihre Handelsbarrieren abschaffen. Laut der Analyse von van der Menbrugghe und Beghin (2004) würde eine Handelsliberalisierung in einem bestimmten Land am meisten diesem Land zugutekommen. Der Nutzengewinn für die Entwicklungsländer läge demnach bei 129 Mrd. US$, wenn alle Länder liberalisieren würden, aber nur bei 10 Mrd. US$, wenn lediglich die Industrieländer liberalisieren würden. Huff u. a.(2007) zitieren mehrere Studien, die zueinander ähnlichen Ergebnissen von globalen Wohlfahrtsgewinnen durch einen Abbau der Agrarhandelsbarrieren von über 100 Mrd. kommen, die zwischen Entwicklungs- und Industrieländern ähnlich aufgeteilt sind. Untersuchungen von Anderson, Martin und van der Mensbrugghe kommen auf Wohlfahrtsgewinne von 287 Mrd. US$ im Jahr 2015 als Resultat der kompletten Abschaffung aller weltweiten Güterhandelsbarrieren, wovon 60 % auf die Agrarhandelsliberalisierung fallen. Der größte Nutzen würde sich für die Industrieländer ergeben. In Entwicklungsländern würden demnach Nettogewinne von 85 Mrd. US$ entstehen: Konsumenten würden durch höhere Preise 30 Mrd. einbüßen, Landwirte und Exporteure 115 Mrd. gewinnen.

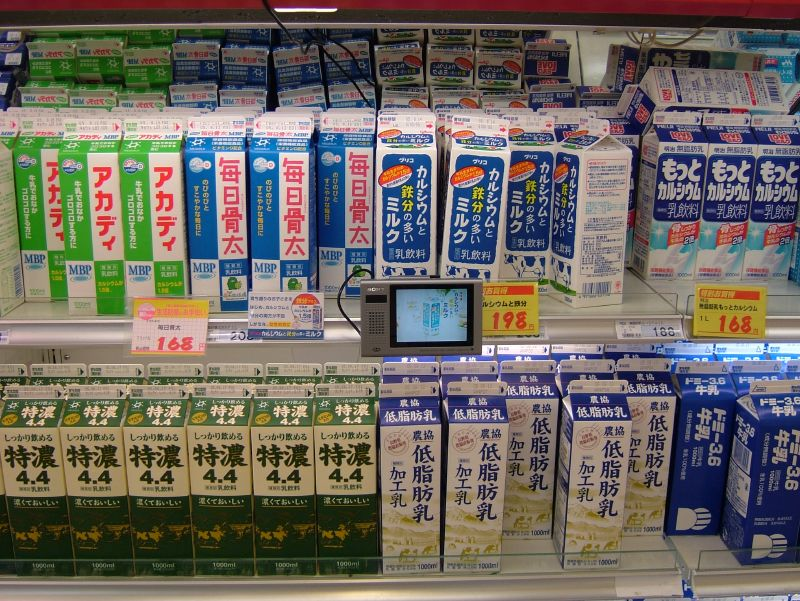
Steuerzahler und Konsumenten in Industrieländern würden von einer Abschaffung der Agrarsubventionen profitieren (Milch in einem japanischen Supermarkt).

Wenngleich die Gruppe der Entwicklungsländer insgesamt von einer Liberalisierung des globalen Agrarhandels profitieren würden, wären die Gewinne nicht gleich verteilt. Mit einer Handelsliberalisierung würden die Preise insbesondere bei Baumwolle, Zucker und Milchprodukten steigen. Das Argument, dass Agrarsubventionen in reichen Ländern armen Konsumenten in ernährungsunsicheren Entwicklungsländern helfen, wird manchmal zur Verteidigung dieser Subventionen verwendet. Thompson, Smith und Elasri (2003) schätzen, dass eine weitere Senkung der Agrarexportsubventionen der OECD zu einem Rückgang der Kalorienverfügbarkeit von 0,1 % bis 0,3 % in ernährungsunsicheren Entwicklungsländern führen würde. Laut einer von den Autoren ebenfalls durchgeführten Simulation mithilfe eines allgemeinen Gleichgewichtsmodells würde die Ernährungssicherheit in ernährungsunsicheren Entwicklungsländern hingegen leicht ansteigen. Hertel u. a.(2006) schätzen, dass eine Agrarhandelsliberalisierung in reichen Ländern die Armut in 13 von 15 untersuchten Entwicklungsländern trotz steigender Nahrungsmittelpreise deutlich reduzieren würde. Laut den Autoren wären die einzigen Verlierer einer Liberalisierung Landwirte in reichen Ländern.
Dennoch können bei Nahrungsmittelpreissteigerungen infolge von Agrarhandelsliberalisierungen in reichen Ländern zumindest kurzfristig zu Problemen für arme Konsumenten in Entwicklungsländern führen. Auf der anderen Seite sind viele Arme in Entwicklungsländern selbst landwirtschaftliche Produzenten, die von steigenden Agrarpreisen infolge von Liberalisierungen profitieren können. Peterson (2009) weist außerdem darauf hin, dass effektivere Maßnahmen zur Armuts- und Hungerbekämpfung existieren als Agrarsubventionen in Industrieländern. Würden die OECD-Staaten ihre Ausgaben für Agrarsubventionen auf die direkte Unterstützung von nahrungsmittelunsicheren Bevölkerungsgruppen in Entwicklungsländern verwenden, hätte dies möglicherweise einen größeren armuts- und hungerreduzierenden Effekt als über die Unterstützung von Landwirten in Industrieländern.
Anders als die handels- und anreizverzerrende Unterstützung landwirtschaftlicher Einkommen in Industrieländern ist die staatliche Bereitstellung öffentlicher Güter und Bekämpfung von Marktversagen insbesondere in Entwicklungsländern häufig unzureichend. Die Autoren des Weltentwicklungsbericht 2008 forderten höhere Ausgaben für Agrarforschung, Infrastruktur, Information, Bildung und Gesundheit. Unzureichende Eigentumsrechte, Korruption, und schwache Rechtssysteme behinderten zudem die landwirtschaftliche Entwicklung.